# Battaglia di Lissa
La battaglia di Lissa fu uno scontro navale nell'ambito della terza guerra d'indipendenza italiana e si svolse il 20 luglio 1866 sul mar Adriatico nelle vicinanze dell'isola omonima, tra la Kriegsmarine, la Marina da Guerra dell'Impero austriaco e la Regia Marina del Regno d'Italia. Fu la prima grande battaglia navale tra navi a vapore corazzate e l'ultima nella quale furono eseguite deliberate manovre di speronamento.
La battaglia rientrò nella guerra austro-prussiana, in quanto l'Italia all'epoca era alleata della Prussia a sua volta in guerra contro l'Impero austriaco. L'obiettivo principale italiano era quello di conquistare il Veneto sottraendolo all'Austria e scalzare l'egemonia navale austriaca nell'Adriatico.
Le flotte erano composte da navi di legno a vela e vapore e navi corazzate anch'esse a vele e vapore. La flotta italiana, composta da 32 navi (11 corazzate, 7 navi in legno, 3 cannoniere, 7 piroscafi, 4 carboniere) superava la flotta austriaca, composta da 27 navi (di cui 7 corazzate). Tuttavia, una parte delle navi italiane non prese di fatto parte al combattimento, determinando l'inferiorità tattica italiana nello scontro. Una sola nave, l'italiana Affondatore, aveva i cannoni montati in torri corazzate invece che lungo le fiancate (in bordata). Entrambe le marine mostravano un'impreparazione più o meno marcata sul piano tecnico, ma in quella italiana, oltre alle deficienze tecniche, vi erano gravissimi problemi di coesione tra i comandanti e uno scarso addestramento degli equipaggi.

## Antefatto: la terza guerra d'indipendenza e la formazione dell'Armata d'Operazioni
Il giovane Regno d'Italia, allo scopo di conquistare gli ultimi territori della penisola ancora in mano all'Impero asburgico, aveva stretto un'alleanza militare con la Prussia di Bismarck, che mirava a riunificare gli Stati tedeschi in un'unica nazione sotto la propria guida, dichiarando guerra all'Austria il 20 giugno 1866. Il 24 giugno l'esercito austriaco sconfisse quello italiano a Custoza, ma il 3 luglio successivo gli austriaci subirono una devastante sconfitta a Sadowa da parte dei prussiani.
Nel frattempo aveva avuto luogo anche la mobilitazione della flotta. Il 3 maggio 1866 il generale Diego Angioletti, Ministro della Marina, aveva comunicato al contrammiraglio Giovanni Vacca, comandante la Squadra d'Evoluzione con base a Taranto, che il governo aveva decretato di costituire un'Armata d'Operazioni, ovvero una flotta da battaglia, articolata su tre squadre di cui una composta da navi corazzate (posta sotto il comando del comandante in capo della flotta, ruolo per cui era stato designato l'ammiraglio Carlo Pellion di Persano), una squadra sussidiaria composta da navi da guerra in legno (al cui comando sarebbe stato destinato il viceammiraglio Giovan Battista Albini) e una squadra d'assedio anch'essa composta da corazzate (al comando della quale sarebbe stato lo stesso Vacca). Le pirofregate corazzate Re d'Italia, Principe di Carignano, San Martino, Regina Maria Pia, la cannoniera corazzata Palestro, la pirofregata ad elica Gaeta e la nave avviso Messaggiere si trovavano a Taranto, mentre le pirocorvette corazzate Formidabile e Terribile, la pirocorvetta a ruote Ettore Fieramosca e la cannoniera ad elica Confienza erano ad Ancona. Altre unità si trovavano in varie basi italiane e diverse corazzate erano appena state consegnate dai cantieri di costruzione. A Taranto vi era solo una ridotta quantità di carbone, mentre ad Ancona ve n'era una scorta molto più consistente.
Dopo la sua nomina, Persano era giunto ad Ancona il 16 maggio 1866 e si era presto reso conto della situazione di impreparazione della flotta: dal 18 al 23 maggio e poi ancora il 30 maggio aveva più volte informato il ministro della Regia Marina Angioletti dell'impossibilità di approntare l'armata in tempi brevi, poi, non avendo ottenuto nulla, aveva cercato, dopo aver pensato ad eventuali dimissioni, di preparare la flotta nei limiti del possibile compiendo alcune manovre di squadra. Vacca collaborò alla preparazione della flotta, mentre Albini, ostile a Persano, diede scarsa collaborazione. L'8 giugno 1866 l'ammiraglio Persano ricevette le prime disposizioni che ordinavano di neutralizzare la flotta austriaca, fare di Ancona la propria base di operazioni in Adriatico, e non attaccare Trieste e Venezia; non era chiaro chi avrebbe dovuto impartire gli ordini a Persano, se il generale Alfonso La Marmora, Capo di Stato Maggiore Generale del Regno d'Italia interessato alle sole operazioni terrestri, oppure il ministro Angioletti. Il 20 giugno 1866, con l'insediamento del governo Ricasoli, Angioletti fu sostituito nel ruolo di Ministro della Marina da Agostino Depretis, che il giorno stesso ordinò a Persano di spostarsi con la flotta da Taranto ad Ancona; lo stesso giorno anche Lamarmora si limitò ad invitare l'ammiraglio ad entrare nell'Adriatico. Persano fece accendere le caldaie alle navi in grado di partire e ordinò che Formidabile e Terribile lasciassero Ancona e si unissero al resto della flotta nell'Adriatico meridionale, in modo da rafforzare la squadra in mare. La formazione navale lasciò Taranto nella mattinata del 21 giugno 1866, fu raggiunta da Formidabile e Terribile nelle acque di Manfredonia e arrivò ad Ancona il pomeriggio del 25 giugno. Il trasferimento avvenne ad una velocità di cinque nodi per non sforzare troppo le macchine, anche se ciò non eliminò del tutto le avarie.
Dato che il porto di Ancona, sprovvisto di bacino di carenaggio, era in grado di ricevere poche unità, il resto della flotta dovette ormeggiarsi a corpi morti preparati in rada, procedendo poi alle operazioni di carbonamento, ostacolato da incendi scoppiati sulla Re d'Italia e sulla Re di Portogallo. Fu inoltre stabilito che molte unità in legno avrebbero ceduto parte dei propri cannoni alle corazzate, in modo da dotarle del maggior numero possibile di moderni cannoni a canna rigata da 160 mm. Le unità corazzate Castelfidardo, Regina Maria Pia, Re d'Italia, Re di Portogallo, Principe di Carignano, San Martino e Varese ricevettero rispettivamente 20, 16, 12, 12, 8, 8 e 4 cannoni a canna rigata. Solo quattro bocche da fuoco (consegnate a Castelfidardo e Varese) provenivano dai depositi di Napoli, le rimanenti furono prelevate da altre unità: la Principe di Carignano ricevette 16 cannoni da Formidabile e Terribile (otto da ciascuna unità), mentre la San Martino, avendo solo otto pezzi rigati da 160 mm, li ricevette dalla pirofregata Duca di Genova. Il 26 giugno 1866 Persano inviò la veloce nave avviso a ruote Esploratore a pattugliare le acque antistanti Ancona.

## Forze in campo

### La situazione della Regia Marina

#### Le navi
Negli anni successivi all'unità d'Italia e alla costituzione della Regia Marina era stato avviato un programma di costruzioni che avrebbe dotato la recentissima marina italiana di un buon nucleo di unità corazzate. Non essendo l'industria cantieristica italiana sufficientemente sviluppata, si ordinarono le nuove unità a cantieri navali stranieri. Seguendo la politica di Cavour, che prevedeva di allacciare rapporti economici con diverse nazioni, le unità erano state ordinate a cantieri di più stati: il nucleo più numeroso, di otto unità (4 pirofregate corazzate classe Regina Maria Pia, 2 pirocorvette corazzate classe Formidabile, 2 cannoniere corazzate classe Palestro), fu costruito nei cantieri Forges et Chantiers de la Méditerranée di La Seyne-sur-Mer, in Francia; due pirofregate corazzate (classe Re d'Italia) nei cantieri statunitensi William H. Webb di New York; e l'ariete corazzato Affondatore nei cantieri Millwall Iron Work and Shipbulding Company di Londra. Una sola unità, la pirofregata corazzata Principe di Carignano, era stata progettata e costruita nel cantiere della Foce a Genova.

Il risultato di tale decisione era un gruppo di unità eterogenee, non poche delle quali afflitte da difetti di varia origine. Le pirocorvette corazzate di costruzione francese Formidabile e Terribile, progettate come batterie corazzate semoventi (e pertanto concepite per operare in acque costiere e non contro altre navi), erano state trasformate in pirocorvette a costruzione in corso e consegnate con un anno di ritardo, risultando così di scadenti qualità nautiche (secondo gli ufficiali che vi prestarono servizio le unità faticavano a mantenere il posto in formazione a meno di non trovarsi in condizioni meteomarine ideali), oltre che dotate di scarsa corazzatura. Le pirofregate corazzate Re d'Italia e Re di Portogallo erano dotate di potenti e moderne artiglierie a canna rigata, ma avevano gravi punti deboli nella mancanza di protezione del timone, nella corazzatura che proteggeva solo in parte l'opera viva (difetti che si rivelarono poi fatali a Lissa per la Re d'Italia), e nell'apparato motore, che in meno di due anni (dal 1864 al 1866) si deteriorò al punto da causare la riduzione della velocità massima da 12 a 8-9 nodi. Dopo la sua consegna alla Regia Marina, infatti, la Re d'Italia, costruita negli USA, era rimasta in cantiere per altri quindici mesi per lavori alle caldaie, ed era inoltre risultato che era stata costruita con legno di cattiva qualità, ma la cosa era stata rilevata troppo tardi per rifiutarne la consegna dal cantiere statunitense.

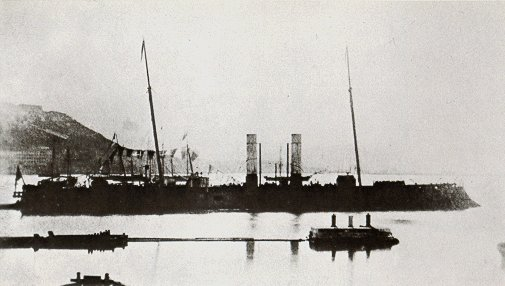
L'Affondatore, verosimilmente nel giugno 1866, in partenza dall'Inghilterra per l'Italia. La nave fu l'unica della battaglia di Lissa con i cannoni montati in torri corazzate invece che lungo le fiancate.

Le due unità della classe Palestro, Palestro e Varese, erano dotate di corazzatura ma, essendo cannoniere, avevano armamento e velocità troppo contenuti (la Varese sviluppava solo 6 nodi, contro i 10 previsti dal progetto) per poter essere impiegate in operazioni di squadra. Solo la parte centrale dello scafo, circa un quarto della sua lunghezza totale, era corazzata, e proiettili e polvere da sparo erano trasportati dai depositi al ponte di batteria attraverso zone della nave prive di protezione. La Principe di Carignano risentiva del fatto di essere stata progettata e impostata come pirofregata ad elica in legno, per poi essere trasformata in unità corazzata con l'applicazione di piastre di ferro durante la costruzione. Le quattro pirofregate corazzate della classe Regina Maria Pia erano invece unità di discrete caratteristiche, sostanzialmente alla pari con le unità austroungariche, anche se non esenti da problemi: l'Ancona, ad esempio, sviluppava una velocità massima di 12,5 nodi invece dei 13,5 di progetto. In sostanza, la mancanza di velocità di molte unità italiane limitava la capacità di reazione in combattimento da parte della squadra, anche perché le unità erano ripartite in divisioni non omogenee per velocità e potenza di fuoco, e questo avrebbe potuto essere ovviato solo con una strettissima disciplina nella manovra, sia nel mantenere la formazione di battaglia, sia nel reagire a mosse avversarie che non fossero un semplice defilamento di bordo.
L'Affondatore era una nave molto avveniristica per i suoi tempi, avendo come armamento, invece di 20-30 cannoni disposti in batteria sulle fiancate, due soli cannoni da 254/30 mm, di notevole calibro per l'epoca, collocati in due torrette girevoli, una a prua l'altra a poppa. Dopo la consegna, avvenuta con enorme ritardo rispetto ai tempi previsti, l'Affondatore aveva tuttavia posto in evidenza vari problemi: l'apparato motore si era rivelato inadeguato a raggiungere la velocità massima di progetto di 12 nodi, e l'eccessiva lunghezza della nave (93,80 metri fuori tutto) rallentava la virata di bordo, facendole compiere un giro troppo ampio; il baricentro, inoltre, risultava troppo elevato, specie quando vi erano a bordo quantità ridotte di carbone e munizioni, e la disposizione delle feritoie della plancia corazzata impediva di avere una visione panoramica della zona circostante (tale difetto pesò nel mancato speronamento, durante la battaglia di Lissa, del pirovascello austriaco Kaiser).

#### Ufficiali ed equipaggi
Altri problemi derivavano dalla composizione e dalla preparazione di stati maggiori ed equipaggi. Essi provenivano dall'unificazione di marine differenti (principalmente la Marina del Regno di Sardegna e la Real Marina del Regno delle Due Sicilie, nonché, in misura molto minore, la Marina Granducale di Toscana e la Marina Pontificia, vi erano poi ufficiali e marinai provenienti sia dalla marina rivoluzionaria garibaldina, sia da quella austriaca, transitati per l'esperienza della marina rivoluzionaria veneziana del 1848,la marina austriaca stava parallelamente, invece, germanizzando il più possibile il proprio corpo ufficiali, espellendo gli italiani non abbastanza austricanti, aveva comunque ufficiali italiani, slavi e stranieri, ad esempio svedesi e un inglese nato e cresciuto a Genova), nel cui ambito erano stati privilegiati soprattutto gli ufficiali sardo-piemontesi, cosa che provocò il risentimento degli ufficiali di altra provenienza in conventicole regionali e alcune rivalità tra di loro. Altre divisioni erano di natura linguistica, essendo ancora molto in uso i dialetti regionali. Un ulteriore conflitto era in atto tra la fazione «modernista» e quella «tradizionalista» (nel 1862 il Ministro della Marina, generale Luigi Federico Menabrea, aveva pianificato la costruzione di 12 pirovascelli e di 12 tra pirofregate e pirocorvette, tutte in legno, ma tale programma era stato bloccato da Carlo Pellion di Persano, suo successore fino al dicembre 1862). Inoltre, il conte di Cavour, paventando la diffusione di idee ritenute eccessivamente democratiche, aveva annullato le promozioni conferite da Garibaldi (ed appoggiate da Persano) ad ufficiali che avevano aderito alla causa unitaria non per interesse personale (una parte degli ufficiali borbonici, nonché altri provenienti dalla disciolta Marina veneta costituitasi nel 1848), promettendo invece promozioni ad altri ufficiali di provenienza borbonica (tra di essi il contrammiraglio Giovanni Vacca), che avevano intuito che i garibaldini non sarebbero stati ben visti sul piano politico. Diversi ufficiali, anche di grado elevato, erano valutati non idonei al comando di moderne unità corazzate, e, a causa della rapida evoluzione degli apparati motori e delle artiglierie, gran parte del personale, specie tra i macchinisti ed i cannonieri, non aveva una sufficiente preparazione tecnica. In particolare, in seguito alla chiusura della scuola d'ingegneri meccanici di Pietrarsa, la Regia Marina dovette ingaggiare del personale esterno per il funzionamento delle macchine delle proprie unità. La carenza di ufficiali costrinse a richiamare in servizio ufficiali ormai a riposo e a promuovere d'ufficio al grado di guardiamarina 87 allievi dell'Accademia Navale.

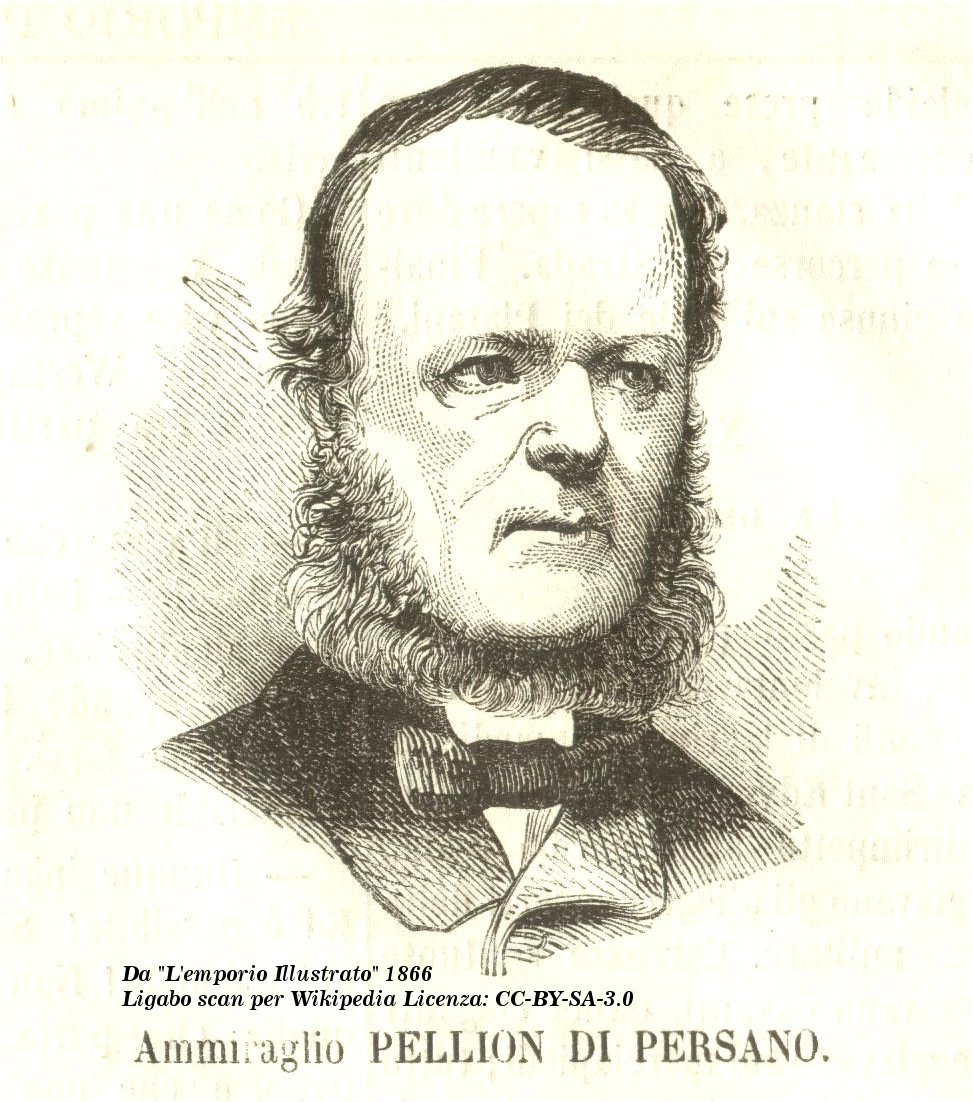
L'ammiraglio Carlo Pellion di Persano, comandante della flotta italiana a Lissa.

Tali problemi, sulle corazzate di recente costruzione, erano amplificati dalla recente consegna: in particolare, il 30 maggio 1866 Persano, dopo aver preso coscienza della situazione della flotta italiana di stanza a Taranto, aveva rilevato che le pirofregate corazzate Castelfidardo e Ancona avevano solo un terzo dei sottufficiali previsti, e un solo cannoniere su 160 (la situazione non migliorava comunque di molto sulle unità in legno: la pirofregata Maria Adelaide disponeva di 9 cannonieri su 64 previsti); inoltre, il personale di macchina delle navi Palestro, Varese e Ancona (le unità erano ancora nel periodo di garanzia) era costituito da macchinisti francesi del cantiere di costruzione e questi non erano disponibili ad essere coinvolti in operazioni belliche tra potenze straniere. Alcuni giorni prima Persano, passato ad altro incarico, aveva comunicato al Ministro della Marina, generale Diego Angioletti, che la flotta avrebbe necessitato di almeno tre mesi prima di essere considerata in condizioni accettabili di partecipare ad una battaglia, ma il ministro aveva replicato riferendo che anche il Regio Esercito aveva i suoi problemi, e successivamente l'ammiraglio valutò anche l'ipotesi di dimettersi, venendo però dissuaso dal principe di Carignano. Due unità in legno, la pirofregata Vittorio Emanuele e la pirocorvetta San Giovanni, risultarono completamente sprovviste di macchinisti, tanto da potersi trasferire da Taranto ad Ancona solo tre giorni dopo il resto della squadra. Ulteriori problemi si manifestarono dopo il trasferimento della flotta ad Ancona, avvenuto tra il 21 e il 25 giugno: sulla Re d'Italia e sulla Re di Portogallo si verificarono incendi provocati dalla polvere di carbone rimasta dalla precedente traversata oceanica dagli Stati Uniti, tanto che sulla Re di Portogallo, per circoscrivere le fiamme, fu necessario svuotare una stiva carbonaia, provocando un considerevole sbandamento. In occasione della prima uscita in mare contro il nemico, verificatasi il 27 giugno 1866 in seguito ad una ricognizione in forze della flotta austriaca, i macchinisti francesi imbarcati sulla Palestro e sulla Varese abbandonarono le due unità, dovendo essere sostituiti da personale della nave ospedale Washington, mentre sull'Ancona si verificò la defezione del primo macchinista e di tre secondi meccanici, mentre un quarto meccanico rimase a bordo solo con la promessa del dono di un anello di brillanti da parte del comandante dell'unità. Nel giugno del 1866 diciotto macchinisti dovettero essere arruolati dalla Regia Marina in Francia.
Difficili rapporti vi erano infine tra i comandi superiori. Il generale Diego Angioletti, Ministro della Marina (poi sostituito in tale carica poco prima della battaglia navale di Lissa da Agostino Depretis), non era in buoni rapporti con l'ammiraglio Persano a causa delle critiche che questi gli aveva mosso quale senatore, e Angioletti per ripicca aveva assegnato a Persano, come capo di stato maggiore, il capitano di vascello Edoardo D'Amico, molto vicino al conterraneo Vacca, anche lui in pessimi rapporti con Persano tanto da comunicare con questi per interposta persona. Persano avrebbe invece voluto per quel ruolo il capitano di fregata Amilcare Anguissola. Malgrado l'incidente verificatosi nel 1853, quando la pirofregata Governolo al comando dello stesso Persano e con a bordo il Re, si incagliò al largo della Maddalena, Vittorio Emanuele II non fece mancare il suo appoggio all'ammiraglio, lo chiamò nel 1855 come suo aiutante di campo onorario; l'anno dopo lo nominò, per particolari benemerenze ufficiale dell’Ordine dei Ss. Maurizio e Lazzaro. Entrambi i sottoposti di Persano, il viceammiraglio Giovan Battista Albini e il contrammiraglio Giovanni Vacca erano ostili sia al loro superiore, sia tra di loro, avendo entrambi desiderato il comando della flotta. Albini, in particolare, si riteneva superiore sia a Persano, sia a Vacca, era contrario all'intera operazione contro Lissa e anche alle corazzate (pur essendosi al contempo reso rancoroso dal fatto che un ufficiale di grado inferiore, Vacca, avesse ottenuto al posto suo il comando di una squadra di tali unità, da lui richiesto), sulle quali volle poi, a Lissa, far ricadere tutto il peso della battaglia, cui non partecipò. Vacca, anche lui non in buoni rapporti con Persano, era risentito per essere stato privato del comando della Squadra d'Evoluzione, con la sua incorporazione nell'Armata d'Operazioni. Nessuno degli ammiragli aveva mai partecipato ad una battaglia navale: Persano e Albini avevano preso parte unicamente agli assedi di Ancona e Gaeta, operazioni non paragonabili ad uno scontro in mare aperto tra squadre da battaglia, Vacca non aveva preso parte nemmeno ad operazioni di tale genere.

### La situazione austriaca

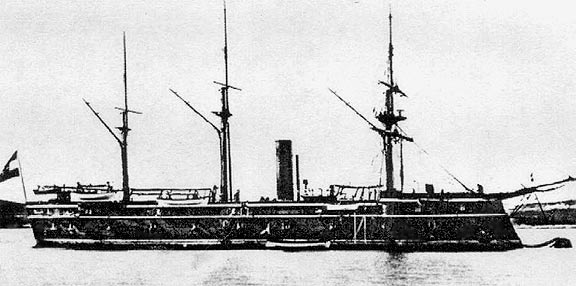
La pirofregata corazzata Erzherzog Ferdinand Max, nave ammiraglia della flotta austriaca

La österreichische Kriegsmarine era inferiore dal punto di vista numerico e del tonnellaggio complessivo, ma aveva un eccellente amalgama degli equipaggi, e il fulcro della squadra corazzata da battaglia erano le due nuovissime unità della classe Erzherzog Ferdinand Max, l'omonima nave e la SMS Habsburg: queste fregate corazzate da 5130 tonnellate di dislocamento erano state varate tra il 1865 e il 1866, lo stesso anno della battaglia; il loro armamento era leggermente differente, ma i pezzi singoli ad avancarica (16 o per altre fonti 18 sulla Ferdinand Max, 18 sulla Habsburg) della batteria principale, a canna liscia di tipo Armstrong da 180 mm con palla da 48 libbre, consentivano una bordata da 384 libbre. La Ferdinand Max doveva essere dotata di due pezzi rigati da 8" (203 mm), prodotti dalla prussiana Krupp, ma l'embargo conseguente all'innalzarsi della tensione tra Austria e Prussia ne aveva bloccato la consegna; la nave stessa era incompleta dal punto di vista della corazzatura e lo stesso Tegetthoff durante l'approntamento aveva fatto montare in cantiere la corazzatura solo sulla parte anteriore dello scafo, oltre a fare aggiungere un piccolo ponte davanti al fumaiolo dal quale dirigere le operazioni di speronamento; l'ammiraglio riteneva che, mancando dei pezzi pesanti da 8", l'arma principale della sua nave più efficace sarebbe stato lo sperone. Inoltre la Ferdinand Max era stata scelta come nave ammiraglia al posto della fregata di legno Schwarzenberg, tanto preferita da Tegetthof, perché altrimenti il suo equipaggio avrebbe potuto non avere la dovuta fiducia nel mezzo a causa della sua incompletezza, così la presenza dell'ammiraglio a bordo doveva rassicurare tutto il personale a bordo. Molta cura e attenzione vennero poste durante le poche settimane che precedettero la battaglia nell'addestramento al tiro, nella manovra e nelle tattiche di combattimento da applicare da parte dei comandanti; Tegetthoff venne più volte sentito ripetere "una volta in battaglia, speronate qualunque cosa pitturata di grigio" facendo riferimento alla colorazione standard delle navi italiane, che si distinguevano dalle navi austriache dipinte di nero.
Le due pirocorvette corazzate della classe Kaiser Max portavano la stessa batteria principale da 16 cannoni da 48 libbre della Ferdinand Max oltre a 15 pezzi ad anima rigata da 24 libbre, mentre l'altra coppia di corvette, varata nel 1861, aveva 10 pezzi da 180 mm e 48 libbre ad avancarica, oltre a 18 pezzi da 150 mm ad avancarica con palla da 24 libbre.
La mobilitazione della flotta austriaca iniziò ad aprile, quindi con 2-3 settimane di vantaggio su quella italiana, e fu portata a termine con grande perizia burocratica, anche se su tempi comunque lunghi, completanto gli equipaggi, anche ricorrendo alla militarizzazione dei macchinisti del Lloyd adriatico, e richiamando in servizio il personale appena pensionato. Questo diede il tempo per alcune piccole sortite d'addestramento subito prima dell'inizio del conflitto, e alcune puntate addestrative nelle acque pospicenti Pola e Fasana.
Il comandante, Wilhelm von Tegetthoff, era stimato e rispettato dai suoi sottoposti e dal suo stato maggiore, e la squadra era in linea di massima con equipaggi al completo; a differenza delle sue controparti italiane lo stesso Tegetthoff, inoltre, poteva vantare una certa esperienza bellica, avendo comandato la squadra austriaca durante la battaglia di Helgoland nel maggio 1864 contro la Danimarca. L'ammiraglio era giovane, aveva svolto una carriera molto rapida (creando qualche rivalità per questo), ma fortunata ed era considerato da molti suoi colleghi l'ufficiale emergente e  migliore della marina. Era stato promosso capitano di fregata solo il 27 aprile 1860, e poi capitano di vascello gà il 23 novembre 1861, incarico che fu accompagnato dalla nomina a comandante di divisione (incarico equivalente a quello di comodoro) del levante. Segno che già allora si puntava a farne un ufficiale superiore.
Rivalità e inamicizie personali erano molto diffuse anche nella marina austriaca, ma la maggior parte degli ufficiali che prese parte alla battaglia era in buoni rapporti con Tegetthoff, che invece aveva i suoi più accesi detrattori tra le "tuniche bianche", ovvero il personale del ministero della guerra, e nei servizi tecnici a terra. In particolare pessimi erano i rapporti con il viceammiraglio Ludwig von Fautz, che era l'equivalente del ministro della marina austrica ed era piuttosto conservatore tatticamente e tecnologicamente, e con Friedrich von Pock, ma la maggior parte dei comandanti delle unità che presero parte allo scontro aveva già prestato servizio accanto o sotto Tegetthoff, e generalmente lo stimava. Oppure ne apprezzava le doti diplomatiche, che, a differenza di Persaro, riuscirono a ridurre le tensioni interne alla squadra. Alcuni ufficiali emergenti, come l'allora capitano di vascello  Maximilian Daublebsky von Sterneck e il capitano di fregata (e suo capo di stato maggiore) Hermann von Spaun erano suoi accesi sostenitori.

### Le artiglierie

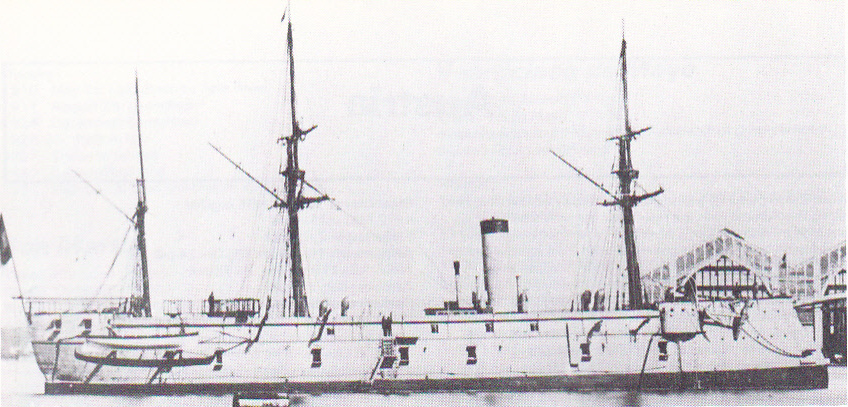
La SMS Drache

La Marina italiana aveva cannoni sia rigati sia ad anima liscia, tutti ad avancarica. Ad anima liscia erano i cannoni da 80 libbre (nella Marina Italiana 1 libbra era pari a 0,369 kg,) (203 mm) e da 40 libbre (165 mm), i cannoni obice da 20 cm (180 mm) e un cannone Dahlgren da XI pollici (279 mm). I cannoni ad anima rigata erano tutti da 40 libbre (165 mm) di due tipi, uno normale e uno cerchiato per permettere l'utilizzo di cariche di lancio maggiorate. Erano in corso di approvvigionamento quattro cannoni Armstrong rigati da 300 libbre (254 mm) ad avancarica, due montati sull'Affondatore e due montati sulla Re di Portogallo, dove però non potevano essere usati al meglio in quanto i portelli della nave erano dimensionati per pezzi di dimensioni minori. Oltre a questi erano in approvvigionamento sei pezzi da 150 libbre (203 mm), che arrivarono ad Ancona solo il 6 luglio e furono destinati due alla Re d'Italia, due alla Palestro e due alla Varese; in entrambe queste cannoniere i nuovi pezzi ebbero limitazioni simili a quelle dei cannoni da 300 libbre sulla Re del Portogallo. Allo scoppio della guerra i cannoni rigati e cerchiati erano installati sulle unità di legno, quindi, per evidenti motivazioni tattiche, furono trasferiti alle corazzate, che cedettero alcuni cannoni normali da 40 libbre; questa operazione era ancora in corso il 27 giugno 1866. Gli equipaggi mancavano totalmente di addestramento alle nuove artiglierie, in quanto nel breve tempo fra l'installazione delle nuove armi e la battaglia non ci fu tempo per effettuare istruzioni di tiro con il nuovo armamento.
Il munizionamento italiano era a palle in ferro e palle in acciaio (piene) e a granate. Le palle d'acciaio, più pesanti e penetranti di quelle in ferro, erano state distribuite solo all'inizio delle ostilità con la raccomandazione di limitare il loro uso.
L'efficacia dei pezzi italiani contro le corazzature austriache limitava la distanza di ingaggio per i pezzi da 80 libbre a 200 m utilizzando le palle d'acciaio, mentre i pezzi rigati da 40 libbre potevano perforare nelle stese condizioni solo le corazzature di spessore minimo (10 cm). I cannoni lisci da 40 libbre e gli obici erano inutili contro le corazze, ma erano efficaci contro le unità in legno e contro le parti non protette delle navi corazzate, così come i cannoni di calibro maggiore quando usavano palle in ferro o granate.
L'armamento della squadra austriaca era confrontabile con quello italiano, quasi tutti i cannoni erano ad avancarica, alcuni dei quali ad anima rigata, ma la maggior parte ad anima liscia. Gli austriaci avevano ordinato alcuni moderni pezzi Krupp da 300 libbre. Nella Marina Austriaca 1 libbra era pari a 0,560 kg, vedi Antonicelli, nota 18, per armare le corazzate Ferdinand Max e Habsburg, che però, dato lo stato di guerra con la Prussia, non erano stati consegnati. I cannoni rigati erano pezzi a retrocarica Wahrendorff da 24 libbre (144 mm), totalmente inefficaci contro le corazze delle navi italiane; in genere erano montati su perni girevoli sui ponti di alcune navi, ma non in batteria. Oltre a questi cannoni, erano utilizzati cannoni tipo Paixhans, da 60 libbre (202 mm), in grado di sparare munizioni esplosive a tiro teso e cannoni da 48 libbre (191 mm) e da 30 libbre (164 mm), tutti ad anima liscia.
Sul munizionamento austriaco si hanno solo dichiarazioni slegate da parte di membri degli equipaggi che parlavano dell'imbarco, pochi giorni prima della battaglia, di proiettili di acciaio sulla corazzata Drache e sulla corvetta Novara.
Anche se gli obici cannoni Dalghreen da 11 pollici (280 mm) avevano una gittata di 3.700 metri, e diversi cannoni avevano gittate teoriche sui 4.000 metri, la mancanza di dispitivi di tiro, telemetri, e apparati di puntamento, rendeva il tiro a distanze superiori ai 1.000 metri aleatorio, e molto impreciso, soprattutto per i pezzi a canna liscia, anche a distanze molto più ridotte. Questo fu uno dei motivi per cui lo scontro si sviluppò come una mischia ravvicinata.
Gli austriaci, anche per il vantaggio di avere numerosi pezzi a retrocarica, e per i molti pezzi leggeri, spararono molti più proiettili degli italiani durante la battaglia, 4.456 colpi contro 1.452. La differenza nei colpi a segno fu molto più contenuta, essendo i pezzi italiani a canna rigata, quindi molto lenti da ricaricare, ma molto più precisi. Infatti almeno 12 navi austriache furono colpite almeno una volta, con un totale di circa 412 colpi a segno, pari al 28% circa. Non disponiamo di una cifra complessiva dei colpi a segno su tutta la flotta italiana, ma le 8 corazzate sopravvissute avevano ricevuto "solo" circa 200 colpi a bordo (sconosciuto il numero delle 2 affondate, che però probabilmente fu piuttosto alto, visto che la flotta austriaca concentrò su di loro buona parte del suo fuoco). Sconosciuto, ma ridotto, fu il numero dei proiettili austriaci che raggiunsero le unità in legno italiane, che praticamente non presero parte allo scontro.

## Le prime operazioni in Adriatico

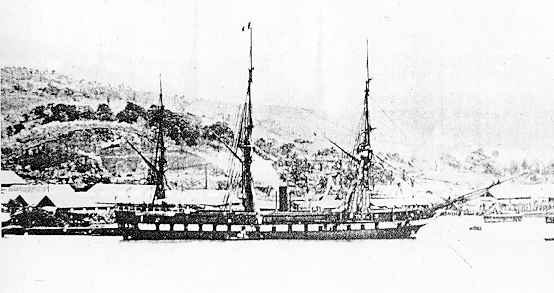
La SMS Novara nel 1864 in Martinica.

Il 24 giugno 1866 il contrammiraglio Wilhelm von Tegetthoff, comandante della squadra navale austriaca, aveva chiesto all'arciduca Alberto d'Asburgo-Teschen, comandante delle forze austriache impiegate sul fronte italiano, il permesso di compiere una puntata offensiva sulla sponda italiana dell'Adriatico per verificare l'effettiva presenza delle forze navali italiane, dato che pochi giorni prima il piroscafo avviso Stadion, inviato al largo di Ancona, non aveva trovato alcuna nave. Avuta nel pomeriggio del 26 giugno risposta positiva da parte dell'arciduca Alberto, dopo essersi rapidamente consultato con i suoi sottoposti, Tegetthoff salpò immediatamente al comando di una squadra composta dalla pirofregata corazzata Erzherzog Ferdinand Max, dalle pirocorvette corazzate Prinz Eugen, Kaiser Max, Don Juan de Austria, Drache e Salamander, dalla pirofregata in legno ad elica Schwarzenberg, dalle pirocannoniere ad elica Hum, Streiter, Reka e Velebit e dalle navi-avviso a ruote Stadion e Kaiserin Elizabeth. Quest'ultima procedeva in testa alla formazione ripartita su due file.
Tra le quattro e le cinque del mattino del 27 giugno 1866, l'Esploratore, che pattugliava le acque antistanti Ancona, avvistò fumo, al traverso, verso nord/nord-ovest, dove poco dopo fu in vista della formazione austriaca. Dato che vi era l'errata notizia che in Adriatico si trovassero in quel momento anche una squadra navale francese e una britannica (ambedue neutrali), il capitano di fregata Paolo Orengo, comandante dell'Esploratore, decise di issare la bandiera italiana e avvicinarsi alla formazione sconosciuta per verificarne l'identità. Giunto nelle vicinanze della Kaiserin Elizabeth, la nave-avviso italiana venne da questa bersagliata: l'unità austriaca, infatti, issò a sua volta la propria bandiera e tirò una bordata contro la nave italiana, ritenendo di aver messo a segno un colpo su una ruota a pale dell'Esploratore, mentre da fonti italiane sembra che la nave non abbia riportato alcun danno). Dopo aver risposto al fuoco, l'Esploratore diresse a tutta forza su Ancona per informare l'ammiraglio Persano.
Giunto in vista della base, l'avviso segnalò che «il nemico dirige su Ancona», poi si portò accanto alla Re d'Italia, ammiraglia di Persano, a bordo della quale si trasferì il comandante Orengo per fare rapporto al comandante in capo. Persano dispose la partenza di tutte le corazzate in grado di prendere il mare, ma problemi di varia natura immobilizzavano l'Ancona (il cui apparato motore era stato smontato ed era in corso di riparazione), la Principe di Carignano, la Formidabile, la Terribile (le ultime due stavano trasferendo alcuni cannoni rigati sulla prima, ricevendone in cambio altrettanti pezzi a canna liscia), la Re d'Italia, la Re di Portogallo (ambedue afflitte da incendi nelle stive carbonaie), la Palestro e la Varese (a causa della diserzione dei macchinisti francesi). Quindi solo la Regina Maria Pia, la Castelfidardo e la San Martino poterono immediatamente mollare gli ormeggi, seguite poco dopo dalla Principe di Carignano, che era tuttavia sprovvista dei cannoni in batteria. L'ammiraglio Persano, dato che la Re d'Italia, era bloccata dagli incendi, dovette trasbordare insieme allo stato maggiore sull’Esploratore. L'avviso defilò quindi lungo la fila delle corazzate, mentre il capitano di vascello D'Amico indicava ad ogni unità, mediante il megafono, la posizione che avrebbero dovuto assumere nella formazione. A tale formazione poterono poi aggiungersi alla spicciolata anche l'Ancona, la Formidabile, la Terribile, la Palestro e la Varese.
Verso le 6:30 le due formazioni giunsero in vista e la Regina Maria Pia, in testa alla formazione italiana, si ritrovò ad avere a tiro la Kaiserin Elizabeth che Tegetthoff aveva inviato in avanscoperta. La corazzata italiana, però, non aprì il fuoco su ordine di Persano, che temeva che la nave potesse ritrovarsi a scontrarsi da sola con l'intera flotta austriaca.

Essendo sfumata la sorpresa, il contrammiraglio Tegetthoff decise di non dare battaglia e si ritirò: Persano si trasferì sulla Principe di Carignano, dove tenne rapporto insieme a Vacca, D'Amico, al capitano di vascello Corrado Jauch (comandante della nave) e al capitano di fregata Tommaso Bucchia (capo di stato maggiore di Vacca), decidendo alla fine di non inseguire le navi nemiche, viste le precarie condizioni della squadra italiana, che rientrò quindi integra ad Ancona. Il ministro Depretis ritenne quella di Persano una scelta corretta, e fu soddisfatto che la squadra italiana, data la pessima situazione in cui versava, fosse riuscita a prendere il mare in breve tempo. Diversi ufficiali, invece, iniziarono a considerare Persano un pavido.

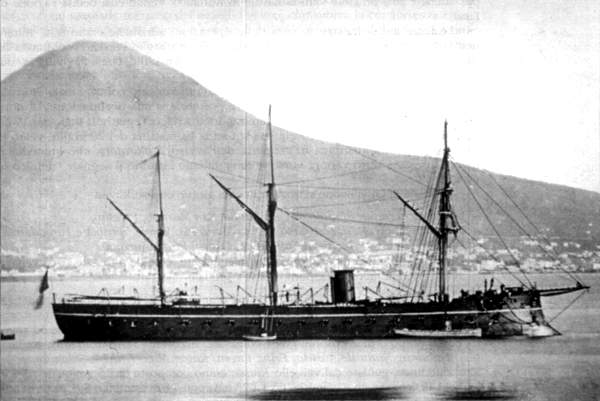
La pirofregata corazzata Regina Maria Pia nel 1864.

Questi, nel frattempo, nell'eventualità di una nuova puntata nemica, aveva dislocato al largo di Ancona cinque delle corazzate più veloci, al comando di Vacca, in funzione di sorveglianza e aveva proseguito ad effettuare manovre di squadra senza però compiere esercitazioni di tiro. Il 4 luglio 1866 Depretis comunicò a Persano che la flotta avrebbe dovuto mantenere un atteggiamento difensivo, impegnandosi in combattimento unicamente se la vittoria fosse stata certa, ma l'indomani, contrariamente a quanto dichiarato, il ministro chiese all'ammiraglio quale fosse la situazione della flotta e quando questa sarebbe potuta partire.
Il brusco cambiamento d'opinione del Depretis era dettato dalle conseguenze della vittoria prussiana di Sadowa: l'imperatore austriaco aveva proposto al Regno d'Italia di cedere il Veneto a Napoleone III, che lo avrebbe poi a sua volta ceduto all'Italia, ma, dopo intense discussioni, il governo italiano aveva deciso di rifiutare, volendo conquistare il Veneto con le proprie forze. Si era perciò iniziato a spingere verso un atteggiamento più aggressivo da parte delle forze armate italiane, e in particolare della Regia Marina: infatti, nella serata del 6 luglio 1866 un ufficiale del Ministero della Marina recapitò a Persano l'ordine d'operazioni, firmato il 5 luglio da Depretis. Tali disposizioni ordinavano che la flotta italiana attaccasse quella austriaca in modo da ottenere il controllo dell'Adriatico. In particolare, l'Armata d'Operazioni di Persano, qualora la flotta nemica si fosse divisa tra più basi (Trieste, Pola, Fiume, Lussino, Zara e Castel di Cattaro), si sarebbe dovuta a sua volta dividere in più formazioni che avrebbero dovuto operare il blocco navale di tali porti, rimanendo comunque in contatto in modo da evitare che, se più gruppi di navi austriache si fossero uniti, un singolo gruppo italiano non venisse sopraffatto. Gli ordini prevedevano inoltre la conquista di Cherso e la distruzione dello scalo ferroviario di Aurisina in modo da interrompere le linee ferroviarie che univano Venezia, Trieste e Vienna. Tali ordini non erano però esenti da contraddizioni: lo svolgimento di operazioni come gli attacchi a Cherso e Aurisina avrebbe disperso la flotta, impedendo uno scontro con forze navali nemiche, le quali peraltro avrebbero potuto evitare il blocco italiano partendo nottetempo.
Persano fece notare tali problemi a Depretis, ma alla fine l'ammiraglio acconsentì a salpare, lasciando Ancona l'8 luglio 1866 con la flotta quasi al completo (con l'eccezione di alcune unità minori, rimaste in porto). L'avviso a ruote Sirena venne al contempo inviato ad una ventina di miglia da Ancona, in direzione di Porto San Giorgio (Prilovo) di Lissa, per comunicare l'eventuale uscita in mare delle unità austriache. Persano dava per scontato che Tegetthoff sarebbe stato informato dallo spionaggio austriaco della partenza della flotta italiana da Ancona, e pertanto sarebbe uscito da Pola con la propria flotta; raggiunta Ancona all'alba del 9 luglio, l'avrebbe trovata sguarnita (la flotta italiana si sarebbe infatti trovata a circa 40 miglia al largo, non visibile) e avrebbe pertanto proseguito nel mancato attacco già tentato il 27 giugno. In quel momento le navi di Persano sarebbero tornate ad Ancona, intrappolando quelle austriache tra la costa e la flotta italiana. Tale piano, tuttavia, non ebbe modo di avverarsi perché Tegetthoff rimase in porto (pur essendo stato informato, il 10 luglio, della presenza di navi italiane a 25 miglia da Lissa e al largo dell'Isola Grossa), e Persano, dopo aver incrociato in Adriatico dall'8 al 12 luglio, procedendo da nord verso sud ed evitando di avvicinarsi alla costa dalmata, rientrò ad Ancona senza aver ottenuto alcun risultato. Questa infruttuosa azione alienò ulteriormente a Persano il favore degli stati maggiori e degli equipaggi, in buona parte convinti della sua codardia.

## Attacco italiano contro l'isola di Lissa

### La scelta dell'isola di Lissa come obiettivo
Venuto a conoscenza del fallimento del piano di Persano, il ministro Depretis si recò ad Ancona il 13 luglio 1866. Qui parlò dapprima con Persano, poi con Vacca e Albini, i quali affermarono di essere pronti ad agire, ma che il problema fosse rappresentato da Persano; anche D'Amico si dichiarò contrario alla conduzione strategica dell'ammiraglio e quindi con il deputato Pier Carlo Boggio, che si era imbarcato sulla Re d'Italia in qualità di storiografo delle operazioni navali in Adriatico, chiese a Depretis di ordinare a Persano (suo amico) di salpare alla volta di Pola. Il ministro, sapendo che la flotta non era in condizioni adatte ad affrontare quella nemica, si recò a Ferrara (ove aveva sede lo Stato Maggiore Generale) e, per minimizzare la propria responsabilità, tenne una riunione con Lamarmora, Bettino Ricasoli, il ministro degli Esteri Emilio Visconti Venosta, il ministro della Guerra Ignazio De Genova di Pettinengo e il generale Enrico Cialdini. Menzionando il fatto che anche il re Vittorio Emanuele II era deluso dall'inattività della Regia Marina, fu comunicato a Persano che, non appena l'Affondatore fosse giunto ad Ancona per unirsi all'Armata d'Operazioni, questa sarebbe dovuta uscire subito in mare per attaccare la flotta e le fortezze austriache. Dopo essere tornato ad Ancona, Depretis parlò con Persano prima il 15 e poi il 16 luglio 1866: l'ammiraglio, dopo aver più volte protestato lamentando l'impreparazione della flotta, convenne infine con Depretis circa l'obiettivo: bombardare e occupare l'isola di Lissa, che ospitava una base navale austriaca difesa da varie batterie costiere e dove viveva una minoranza italiana. Persano riteneva che, mentre la flotta avrebbe potuto distruggere le fortezze dell'isola, per la sua occupazione sarebbero occorsi almeno 6000 uomini, ma Depretis, che riteneva la conquista di Lissa un'operazione facile, riferì della disponibilità ad Ancona di 600 fanti di marina, mentre per ulteriori truppe si sarebbe dovuto fare richiesta al Regio Esercito. Nella riunione finale, prima della partenza, Vacca si dichiarò favorevole all'azione contro Lissa, mentre Albini affermò la sua contrarietà all'attacco.

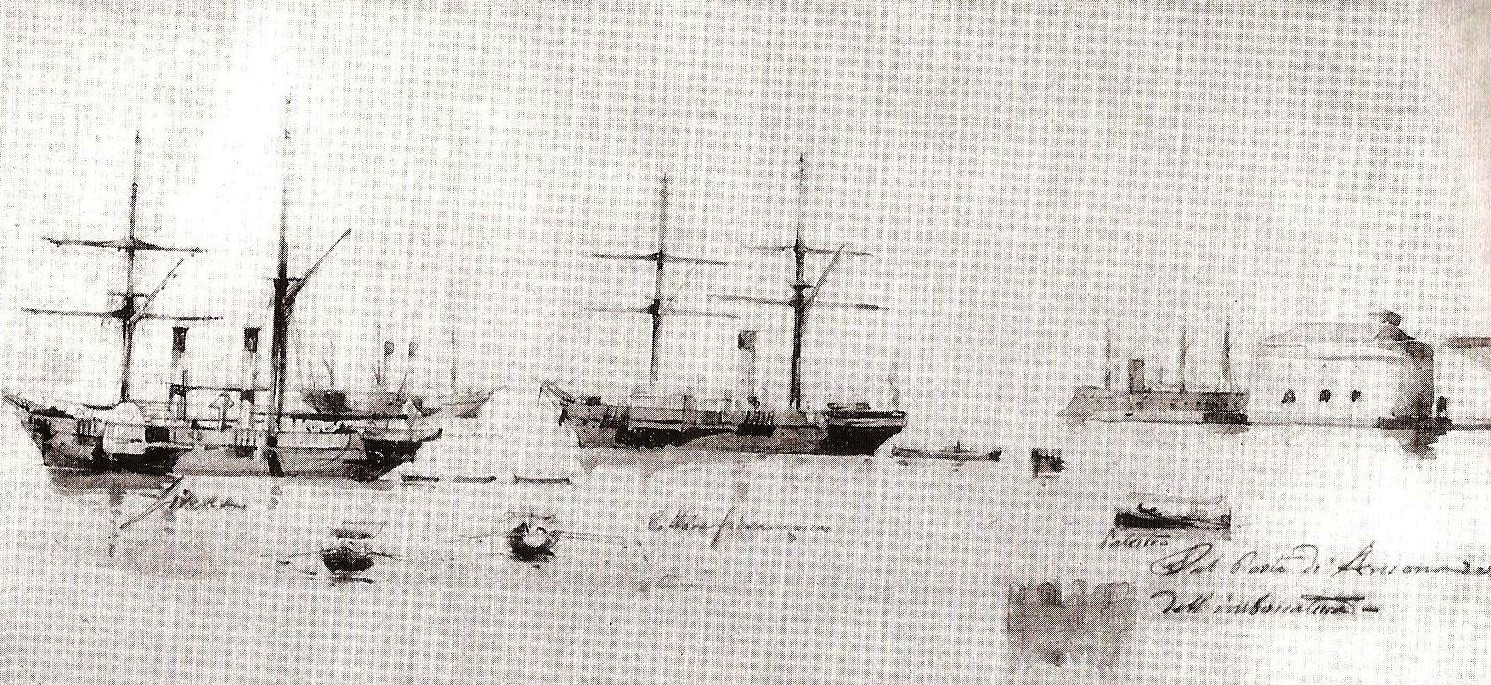
Acquarello del pittore Ippolito Caffi raffigurante alcune navi da guerra italiane in partenza da Ancona prima dell'attacco a Lissa. Da sinistra verso destra: l'avviso a ruote Sirena, l'avviso a ruote Messaggiere, la pirocorvetta a ruote Ettore Fieramosca, la cannoniera corazzata Palestro. Caffi, imbarcato sulla Re d'Italia per dipingere le scene della battaglia, trovò la morte nell'affondamento della corazzata.

### La guarnigione austriaca
Nel primo pomeriggio del 16 luglio 1866 Persano lasciò Ancona con 24 navi, 11 pirovascelli corazzati, 4 pirofregate in legno, 3 pirocorvette, 3 cannoniere, la nave ospedale Washington e un pirotrasporto, mentre l'atteso Affondatore non era ancora arrivato. La spedizione fu organizzata affrettatamente, dato che la flotta italiana mancava totalmente di informazioni e mappe (richieste inutilmente da Persano) o conoscenza della disposizione e consistenza delle difese di Lissa, disponendo inizialmente solo di 1 500 uomini per attaccare un'isola scoscesa difesa da 2 000 uomini e 93 cannoni al comando del colonnello David Urs de Margina, un romeno della Transilvania. In particolare, il presidio di Lissa era composto da circa 1 200 uomini della 4ª, 9ª, 10ª, 11ª e 12ª compagnia di fanteria di marina, 1047 uomini del 4º Battaglione del 69º Reggimento di fanteria Graf Jelačić (da poco inviato sull'isola), 562 artiglieri della 3ª e 5ª compagnia di artiglieria costiera, 27 genieri e 44 marinai. Tale forza venne poi ridotta a 1 833 uomini il 12 luglio 1866, quando il 4º battaglione di fanteria venne fatto rientrare a Trieste. A Porto San Giorgio erano situate ben otto batterie, mentre altre due si trovavano sul lato occidentale della baia di porto Comisa e una batteria, quella di San Vito o di Nadponstranje, era situata a porto Manego, piccolo approdo all'estremità sudorientale dell'isola. All'interno vi erano altre batterie, quali il forte Erzherzog Max-Feste, provvisto di due cannoni corti da 24 libbre e due da 7 libbre che non potevano essere impegnati sul mare.

### Operazioni preliminari
In mancanza di carte che mostrassero la conformazione e le difese di Lissa, il capitano di vascello D'Amico propose di compiere una ricognizione sotto mentite spoglie, offrendosi al contempo come volontario per tale missione. D'Amico si sarebbe dovuto servire di un bragozzo di cui sarebbe dovuto risultare proprietario, ma il progetto non poté essere messo in atto perché, al posto del bragozzo di cui era stato previsto l'utilizzo, ne venne rimorchiato per errore da Manfredonia ad Ancona un altro che aveva lo stesso nome, ma era completamente differente, rendendo quindi inutili i documenti che dovevano giustificarne la presenza. D'Amico dovette quindi ripiegare sul veloce avviso a ruote Messaggiere, che alle tre del pomeriggio del 16 luglio 1866, al comando del capitano di fregata Giribaldi, lasciò Ancona con bandiera britannica, che tuttavia non servì a mascherarne la vera identità agli occhi dei difensori dell'isola, e fino al 17 compì brevi ricognizioni nei tre principali porti dell'isola, ovvero porto Manego, porto Comisa e Porto San Giorgio: per quanto bene eseguite (compatibilmente con la situazione), le osservazioni di D'Amico non poterono che essere parziali e incomplete. D'Amico, riferito a Persano delle difese, affermò di ritenere possibile il successo di un attacco a sorpresa. In base alle informazioni raccolte si decise di attaccare con tre gruppi di navi i principali ancoraggi: porto Comisa, porto Manego e porto San Giorgio. Vennero inviate a nord e a sud dell'isola, in funzione di vedetta, gli avvisi Esploratore e Stella d'Italia.

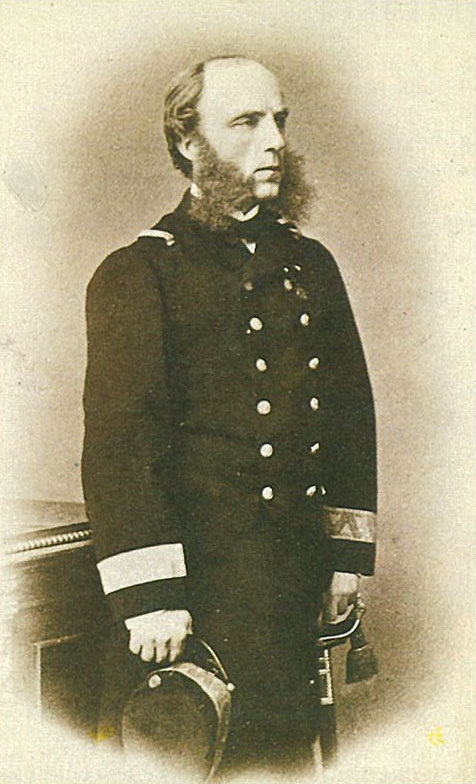
Il comandante della flotta austriaca a Lissa, contrammiraglio Wilhelm von Tegetthoff.

La flottiglia di cannoniere (composta dalle cannoniere ad elica Montebello, Vinzaglio e Confienza, nonché dal rimorchiatore Giglio, utilizzato come avviso), al comando del capitano di fregata Antonio Sandri e temporaneamente aggregata alla 1ª Squadra, ricevette il compito di tagliare il cavo telegrafico che collegava Lissa ad un'altra isola dalmata, Lèsina, e a Spalato, nonché di distruggere un semaforo ad asta situato dinanzi alla costa della Dalmazia. Le navi di Sandri salparono poco prima della mezzanotte del 17 luglio 1866, ma, in seguito a problemi derivanti dalla qualità scadente del carbone e dall'insufficiente preparazione del personale di macchina, la flottiglia, procedendo a velocità non superiore a 6 nodi, arrivò nel canale di Lissa all'alba del 18 luglio. Trovato il cavo, si sarebbe dovuto effettuare il taglio entro qualche ora, ma un funzionario austriaco fu inviato sulla Montebello per parlamentare, riuscendo a prendere tempo e permettendo quindi ai difensori di dare l'allarme. Tegetthoff in ogni caso si limitò a chiedere istruzioni a Vienna, che rispose di attendere per essere certi che non si trattasse di una finta; tale errata valutazione della situazione diede agli italiani un paio di giorni di libertà d'azione. Il delegato austriaco rivelò la posizione del cavo solo nel pomeriggio e invitò inoltre a pranzo il comandante Sandri, che accettò, e ordinò infine il taglio del cavo (situato presso l'isola di Spalmadora, a nord-ovest di Lèsina) solo verso le sei di sera, non preoccupandosi di avvertire Persano del fatto che la flotta austriaca era stata informata della presenza di quella italiana, pur avendone avuto conferma dallo stesso funzionario austriaco (Persano poté venirlo a sapere solo al ritorno di Sandri la mattina del 19 luglio 1866).
Dopo la partenza da Ancona, la flotta italiana, navigando a 6 nodi di velocità, diresse dapprima verso Lussino in modo da confondere le idee allo spionaggio nemico, per poi mutare rotta nottetempo e dirigere su Lissa. L'incontro con il Messaggiere avvenne nella serata del 17, dopo di che Persano stabilì la ripartizione della flotta e il piano d'attacco: due gruppi di corazzate (la 1ª Squadra) avrebbero attaccato Porto San Giorgio, un gruppo (la 3ª Squadra) porto Comisa, mentre le navi in legno avrebbero attaccato porto Manego, sbarcandovi. Nel bombardamento non sarebbero stati impiegati proiettili in acciaio, da risparmiarsi per un eventuale scontro con corazzate austriache.

### L'attacco

Lo schieramento iniziale della battaglia di Lissa

Verso le 10:30 del 18 luglio, circa mezz'ora dopo essere giunta in vista di Lissa, la parte principale della flotta italiana iniziò l'attacco in base alle disposizioni date da Persano. I comandanti e gli ammiragli avevano ricevuto uno schizzo eseguito da D'Amico per illustrare sommariamente le fortificazioni di Lissa. Intorno all'isola, ai quattro punti cardinali, erano stati inviati gli avvisi Esploratore, Messaggiere, Sirena e Stella d'Italia.
La 1ª Squadra venne divisa in due formazioni, la prima al comando di Persano (comprendente Re d'Italia, Formidabile, San Martino, Palestro) e la seconda al comando del capitano di vascello Augusto Riboty (comprendente Re di Portogallo, Regina Maria Pia, Terribile, Varese), che attaccarono Porto San Giorgio, l'approdo più fortificato di Lissa, da entrambi i lati (Persano da ovest e Riboty da est). Le navi di Persano e Riboty aprirono il fuoco poco dopo mezzogiorno (per altre fonti alle 11:30), continuando fino al tramonto con il rinforzo di quelle di Vacca e ottenendo buoni risultati; la sola Re d'Italia sparò circa 1300 colpi. Inizialmente l'attacco fu inefficace, pertanto Persano ordinò al comandante della Formidabile, capitano di fregata Simone Pacoret de Saint-Bon, di bombardare Forte San Giorgio da ridotta distanza e alle 16:00 la Regina Maria Pia ne colpì i depositi di munizioni provocandone l'esplosione (che arrecò danni anche alle fortificazioni situate nelle vicinanze); in precedenza, alle 13:30, la polveriera della batteria Schmidt fu colpita e saltò in aria, uccidendo 35 uomini e ponendo fuori uso tale fortificazione. Successivamente Persano ordinò che la Regina Maria Pia e la San Martino entrassero all'interno del porto, ma la Regina Maria Pia fu bersagliata d'infilata dalle batterie Wellington e Madonna non riuscendo a manovrare per il poco spazio a disposizione, mentre la San Martino dovette ritirarsi dopo essere stata colpita più volte e la sua corazzatura fu perforata da un solo proiettile che provocò un principio d'incendio. Il cannoneggiamento italiano pose infine fuori uso anche la torre Bentick, mentre la torre Wellington e la batteria Madonna non subirono danni gravi da pregiudicarne la funzionalità.
La 2ª Squadra di Albini, composta dalle pirofregate ad elica Maria Adelaide, Vittorio Emanuele, Duca di Genova, Garibaldi e Gaeta e dalla pirocorvetta ad elica San Giovanni, attaccò invece porto Manego, dove avrebbe dovuto avere luogo lo sbarco principale. Le uniche navi ad aprire il fuoco furono l'ammiraglia Maria Adelaide e la Vittorio Emanuele, che eseguirono una blanda azione di bombardamento contro la batteria San Vito: la Maria Adelaide eseguì una singola bordata di quattordici pezzi, mentre la Vittorio Emanuele sparò un solo colpo con il cannone prodiero da 270 mm (nessun colpo andò a segno, perché le navi erano troppo sottocosta), poi Albini convocò tutti i comandanti sulla Maria Adelaide e, dopo averli consultati, decise di ritirarsi per evitare di sprecare munizioni, decisione che poi giustificò con il ridotto spazio di manovra a disposizione e la presenza di scogli affioranti e di una batteria precedentemente non individuata. Inoltre le fregate in legno, pur disponendo di portelli che consentivano una maggiore elevazione dei cannoni rispetto alle unità corazzate, si erano portate troppo sottocosta per poter colpire efficacemente le batterie avversarie, la cui altitudine fu peraltro sovrastimata.
La 3ª Squadra di Vacca, formata dalle pirofregate corazzate Principe di Carignano, Castelfidardo e Ancona, fu inviata contro porto Comisa, dove si sarebbe dovuto svolgere uno sbarco secondario. Le navi di tale gruppo aprirono il fuoco tra le 11:00 e le 11:30 del mattino: la Principe di Carignano e la Castelfidardo bombardarono la batteria Magnaremi, che aveva aperto il fuoco contro di esse, mentre l'Ancona cannoneggiò la batteria Perlic. La Principe di Carignano, in particolare, durante il bombardamento sparò 116 proiettili, venendo a sua volta colpita tre volte proseguì per circa due ore, ma senza ottenere risultati rilevanti: Vacca affermò in seguito che una batteria austriaca, non individuata né segnalata da D'Amico, bersagliando l'ingresso che conduceva in rada, aveva impedito l'operazione di sbarco (che era però l'obiettivo principale di Albini, e non di Vacca, che avrebbe potuto proseguire nell'azione di fuoco contro le fortificazioni avversarie). Il contrammiraglio lamentò inoltre, come Albini, l'eccessiva altezza, che aveva tuttavia sovrastimato, delle batterie austriache (in realtà tale problema sarebbe stato ovviato allontanando le navi dalla costa). Terminata l'azione Vacca diresse verso est e raggiunse la 2ª Squadra, che aveva appena cessato il fuoco, e, dopo aver offerto il proprio supporto, rifiutato da Albini, riprese la navigazione e intorno alle cinque del pomeriggio si unì alla 1ª Squadra nell'azione contro Porto San Giorgio. Alle 17:30 le batterie Wellington e Bentinck furono danneggiate, ma continuarono a rispondere al fuoco (anche se la seconda fu infine ridotta al silenzio); fu colpita e posta fuori uso anche la batteria Manula, mentre le batterie Zupparina e Madonna rimasero intatte ed efficienti. Poco più tardi Persano inviò la San Giovanni, adibita alla ripetizione dei segnali, a comunicare ad Albini l'ordine che anche la 2ª Squadra si riunisse al resto della flotta.
L'attacco a Lissa si concluse intorno alle sette di sera e quindi l'Armata d'Operazioni si radunò al largo dell'isola: sulle navi italiane vi erano stati in tutto 7 morti e 41 feriti. Persano rimproverò sia Vacca, per aver interrotto l'attacco a porto Comisa senza chiedere l'autorizzazione, sia Albini, prima ancora di aver ricevuto tutti i rapporti sulla sua azione.
Tegetthoff, non avendo notizie precise su quanto stava avvenendo e forse temendo una trappola, aveva inviato a Lissa, alle 14:20 del 18 luglio 1866, un messaggio con cui chiedeva che genere di navi stessero attaccando l'isola. Durante la notte le corazzate italiane si tennero a 75 km da Lissa, tra l'isola e la costa dalmata.
A metà mattino del 19 luglio l'Armata d'Operazioni ricevette alcuni rinforzi: giunsero infatti da Ancona, dove erano giunti il 17 luglio, l'atteso Affondatore e la divisione del capitano di vascello Guglielmo Acton, composta dalle pirofregate ad elica Principe Umberto (nave bandiera di Acton) e Carlo Alberto e dalla pirocorvetta a ruote Governolo, che trasportavano una compagnia di fanteria da aggiungere ai reparti da sbarco. Persano decise di ritentare lo sbarco, per la riuscita del quale era necessario completare la distruzione delle fortificazioni di Lissa. Circa la metà dei cannoni di Porto San Giorgio era stata distrutta nell'attacco del 18 luglio, ma una parte di essi era stata rimpiazzata con pezzi prelevati da porto Manego e porto Comisa.
Avendo ricevuto dalla flottiglia di Sandri, frattanto ritornata, l'informazione che Tegetthoff era stato avvertito della presenza delle forze italiane, Persano decise di tenere la 1ª Squadra al largo, con funzioni difensive, e di assegnare alla 2ª e alla 3ª Squadra il compito di bombardare le fortificazioni esterne di Porto San Giorgio. Le unità della 3ª Squadra ottennero buoni risultati contro tali batterie, che vennero in gran parte distrutte, pertanto nel pomeriggio, non essendovi segno dell'arrivo di forze navali austriache, Persano distaccò la Varese e la Terribile per cannoneggiare porto Comisa. L'ammiraglio ordinò poi che la 2ª Squadra e la flottiglia di cannoniere compissero lo sbarco, per il quale erano a quel punto disponibili tra i 2 000 e i 2 600 uomini e che sarebbe dovuto avvenire su una spiaggia nei pressi di Porto Carober. Tuttavia Albini non eseguì lo sbarco, adducendo difficili condizioni che ne avrebbero impedito l'esecuzione. Nuovamente sollecitato da Persano ad eseguire gli ordini e sbarcare in un altro punto, Albini tentò infine uno sbarco intorno alle otto di sera, ma, vedendo le scialuppe colme di truppe destinate allo sbarco bersagliate da un forte tiro di fucileria, ordinò di riprenderle tutte a bordo.

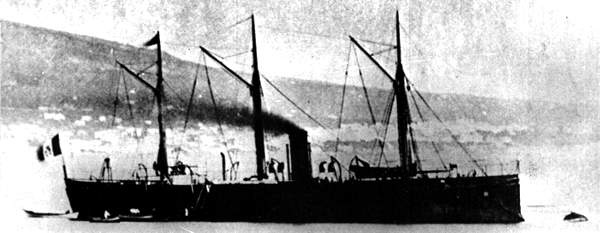
La pirocorvetta corazzata Formidabile.

Frattanto Persano aveva disposto anche che la 3ª Divisione di Vacca (Principe di Carignano, Castelfidardo e Ancona), rinforzata dalla Formidabile, si portasse all'interno dell'insenatura di Porto San Giorgio in modo da poter definitivamente annientare le batterie della torre Madonna e della torre Wellington, uniche rimase intatte. Vacca eseguì l'ordine e le quattro corazzate smantellarono con il loro tiro una delle batterie, poi l'ammiraglio, ritenendo che lo spazio fosse troppo ristretto per poter manovrare (valutazione errata in quanto in quello stesso spazio, dopo la battaglia di Lissa, si radunarono senza problemi le 26 unità della flotta austriaca) decise di ritirarsi e portò le tre navi della 3ª Squadra fuori dal porto, lasciandovi la sola Formidabile. Le navi di Vacca tentarono poi una ricognizione a porto Comisa, tentativo che fu però respinto. Dopo aver inflitto pesanti danni alle batterie austriache (trascorrendo diverse ore ormeggiata a soli 300-400 metri di distanza da esse), senza tuttavia riuscire a distruggerle completamente, la Formidabile, ripetutamente colpita dal tiro delle fortificazioni e riportando gravi danni al fumaiolo, alle attrezzature e alla portelleria, andati pressoché distrutti (la corazzatura non fu però perforata), oltre a violenti incendi a bordo e gravi perdite 14 morti e 30 feriti, uscì dal porto verso le sette di sera. Alcuni cannoni erano andati distrutti e un proiettile esploso aveva intossicato parecchi uomini. Riunitasi al resto della squadra italiana, la corvetta, che stava anche imbarcando acqua, ebbe i primi soccorsi dapprima da parte del personale sanitario della Re d'Italia e poi dalla nave ospedale Washington.
Alle otto di sera, conclusa l'azione, Persano radunò la flotta a circa 15 km da Lissa. Nel corso della giornata le navi italiane avevano avuto a bordo 9 morti e 73 feriti. La quantità di proiettili sparati variava molto da nave a nave: ad esempio, nel corso dei bombardamenti del 18 e 19 luglio la Castelfidardo sparò complessivamente circa 1 000 colpi, la San Martino 776, la Principe Umberto 80 e la Terribile 50. Le fortificazioni di Lissa avevano sparato in tutto 2 733 colpi contro le unità italiane, subendo un totale di 26 morti e 64 feriti (a fronte di 16 morti e 114 feriti sulle navi italiane). L'unica batteria di Porto San Giorgio rimasta illesa era quella detta Madonna, mentre le restanti fortificazioni avevano solo otto cannoni ancora in efficienza.
Il 19 luglio, nel frattempo, la flotta austriaca, al comando di Tegetthoff, si era mossa: l'ammiraglio austriaco aveva tenuto rapporto con i comandanti alle 10:30 del mattino e aveva poi fatto uscire da Fasana l'intera flotta ad eccezione della nave ammiraglia, la Erzherzog Ferdinand Max, con la quale salpò a sua volta nel primo pomeriggio, dopo aver ricevuto carta bianca dal ministro della guerra, con l'unica restrizione di non attaccare le forze italiane a Lissa se queste stessero compiendo unicamente un'azione secondaria. La flotta austriaca diresse poi verso sud-est alla velocità di 6 nodi.
La sera del 19 luglio 1866, non essendoci ancora stati significativi progressi nell'azione contro Lissa, l'ammiraglio Persano convocò sulla Re d'Italia Vacca, Albini, i capi di Stato Maggiore della 2ª e della 3ª Squadra (rispettivamente il capitano di vascello Giuseppe Paulucci e il capitano di fregata Tommaso Bucchia, nonché D'Amico per la 1ª Squadra) e il maggiore Taffini, comandante delle truppe da sbarco. Venne rilevato che alcune unità stavano iniziando ad avere carenza di carbone e munizioni e altre soffrivano di avarie di macchina, ma si decise ugualmente di tentare nuovamente lo sbarco il 20 luglio. Le maggiori incertezze di Persano riguardavano la possibilità dell'arrivo della flotta austriaca: il delegato austriaco di Lesina avrebbe infatti potuto mentire a Sandri, e se Tegetthoff fosse partito subito dopo l'avviso sarebbe già dovuto essere arrivato, ma non si poteva comunque escludere che stesse per arrivare. Persano non voleva tuttavia rinunciare all'azione contro Lissa dopo due giornate di bombardamenti. Durante la riunione di guerra sulla Re d'Italia, il capitano di vascello D'Amico aveva proposto di riunire la flotta a Cittanova, sull'isola di Lesina, dove sarebbe stata pronta a reagire ad un eventuale attacco, e di richiedere ad Ancona ulteriori rinforzi di truppe e altro carbone. Vacca propose invece di tornare ad Ancona per rifornirsi, ma tale idea fu respinta da Persano, che riteneva sarebbe stata vista come un fallimento dell'operazione.
Nella notte tra il 19 e il 20 luglio le condizioni meteomarine peggiorarono, obbligando gli equipaggi, già stanchi dopo due giorni di bombardamenti, a restare ai posti di manovra. Da Ancona giunse tuttavia il trasporto Piemonte, con a bordo altri 500 uomini agli ordini del colonnello Maglietta: con la consistenza della forza da sbarco ora giunta ad essere compresa tra i 2 500 e i 3 000 uomini, Persano, sino ad allora rimasto indeciso sul da farsi, decise di ritentare lo sbarco. All'alba del 20 luglio, pertanto, la 2ª Squadra fu inviata a Porto Carober per effettuare lo sbarco, la 1ª e la 3ª Squadra raggiunsero le acque antistanti Porto San Giorgio, mentre la Terribile e la Varese furono distaccate per bombardare Porto Comisa.
Nel frattempo, all'alba, l'Esploratore, ancora in servizio di vigilanza, aveva avvistato la squadra del contrammiraglio Tegetthoff (26 unità, tra cui 7 corazzate) che dirigeva per attaccare la flotta italiana. Senza perdere tempo in un tentativo di identificazione, la nave diresse a tutta forza per raggiungere il resto della flotta al largo di Porto San Giorgio, e alle 7:50 l'avviso, procedendo a tutta velocità da nord, in un violento scroscio di pioggia, raggiunse il gruppo delle corazzate italiane, segnalando «Bastimenti sospetti in direzione ponente-maestro».
Persano ordinò di interrompere le operazioni di sbarco e diede ordine alle corazzate di radunarsi per la battaglia, assumendo una formazione di linea. Albini, che aveva già iniziato lo sbarco, nonostante gli ordini ricevuti di lasciare alle cannoniere il compito di recuperare le lance già messe in mare, si attardò a recuperarle. Le navi della 2ª Squadra recuperarono una parte di tali imbarcazioni, mentre altre furono prese a rimorchio dalla flottiglia di Sandri: l'interruzione dello sbarco e la ritirata furono però eseguite molto frettolosamente, tanto da abbandonare sulla spiaggia una consistente quantità di materiale, che venne catturato dalle truppe austriache.

## Piani di battaglia

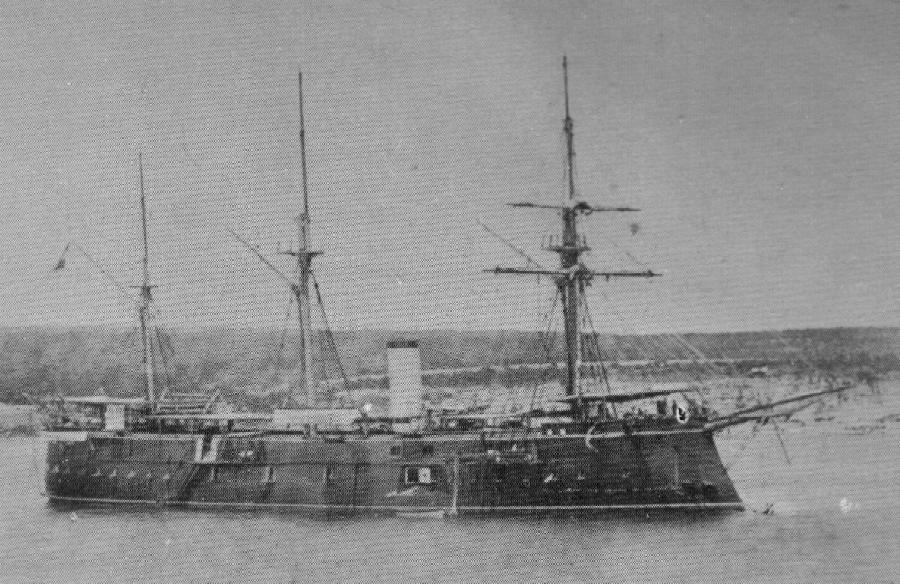
La SMS Prinz Eugen, della classe Kaiser Max.

La flotta austriaca era composta da tre divisioni. La 1ª Divisione, al comando di Tegetthoff, consisteva in 7 navi corazzate (Erzherzog Ferdinand Max, Habsburg, Kaiser Max, Prinz Eugen, Don Juan d'Austria, Drache e Salamander) nonché dell'avviso Kaiserin Elisabeth; la 2ª Divisione, al comando del capitano di vascello Anton von Petz, era composta dal potente, ma obsoleto, vascello di linea SMS Kaiser e da 5 pirofregate in legno (Novara, Fürst Felix Schwarzenberg, Graf Radetzky, Adria e Donau), nonché dalla pirocorvetta ad elica Erzherzog Friedrich e dal piroscafo avviso Stadion; infine la 3ª Divisione, al comando del capitano di fregata Ludwig Eberle, consisteva nelle 7 più piccole cannoniere a elica (Hum, Dalmat, Wall, Velebich, Reka, Seehund, Streiter) e di altre unità minori (le scune ad elica Kerka e Narenta e il piroscafo a ruote Andreas Hofer, usato come avviso). Lo Stadion navigava di fronte alla flotta agendo da esploratore. Le tre divisioni erano disposte in tre consecutive formazioni a punta di freccia (od a cuneo, a "V"): la 1ª Divisione corazzata al comando di Tegetthoff era all'avanguardia, le più deboli cannoniere e mercantili della 3ª Divisione formavano la retroguardia, mentre i vascelli potenti, ma privi di corazzatura, della 2ª Divisione al comando di von Petz, erano schierati al centro.
Il piano austriaco, a causa della relativamente scarsa potenza di fuoco delle navi, consisteva nello stringere rapidamente le distanze, far fuoco da posizione ravvicinata e speronare una piccola porzione della flotta italiana, dopo averla isolata dal resto della squadra, affondandola e demoralizzando gli italiani per costringerli alla ritirata. Oltre a ciò Tegetthoff aveva ordinato alle sue navi di utilizzare le artiglierie "per concentrazione", cioè che tutte le artiglierie di una nave dovevano concentrare il fuoco su un unico bersaglio invece di disperdere i colpi.
Al momento dell'arrivo dell'Esploratore, la flotta italiana si ritrovava piuttosto dispersa per le operazioni di sbarco: la Varese e la Terribile erano impegnate nel cannoneggiamento di porto Comisa, la 1ª Squadra era tra Porto Carober e Porto San Giorgio, la 2ª Squadra, unitamente alla flottiglia di cannoniere, stava effettuando lo sbarco a Porto Carober, mentre la 3ª Squadra si trovava nelle acque antistanti Porto San Giorgio. La Re di Portogallo e la Castelfidardo erano afflitte da avarie alle macchine, mentre la Formidabile pesantemente danneggiata si trovava diverse miglia a ponente del resto della flotta, intenta a trasbordare i feriti sulla Washington, e, dopo aver ultimato tale operazione, diresse per Ancona, dove giunse il 21 luglio, benché l'autorizzazione, chiesta dal comandante Saint-Bon all'ammiraglio Persano, non fosse stata concessa.
I piani originari di Persano prevedevano che la flotta si dividesse su tre colonne affiancate, ovvero la 3ª Squadra di Vacca, con 3 navi, la II Divisione di Persano, con 5 navi, e la III Divisione di Riboty, con 4 navi. Ciò non fu però possibile, dato che la Formidabile si era ritirata verso Ancona, la Terribile e la Varese erano a porto Comisa ad una quindicina di chilometri di distanza e la Re di Portogallo non aveva ancora raggiunto il posto assegnato in formazione, pertanto la flotta italiana si dispose dapprima in linea di fronte e poi in linea di fila, con in testa le tre navi di Vacca (Principe di Carignano, Castelfidardo e Ancona) seguite da quelle di Persano (Re d'Italia, Palestro, San Martino, più l'Affondatore) e, più indietro, dalla divisione di Riboty (Re di Portogallo e Regina Maria Pia).
Persano inviò il Messaggiere e la pirocorvetta a ruote Guiscardo ad ordinare a Terribile e Varese di unirsi alla III Divisione. Tuttavia il comandante della Terribile, capitano di fregata Leopoldo De Cosa, si dimostrò molto riluttante a portare la sua nave al combattimento (cui infine non partecipò): solo a fatica il comandante della Varese, capitano di fregata Luigi Fincati, riuscì ad ottenere l'autorizzazione di separarsi e di portarsi avanti. Essendo la nave piuttosto lenta, comunque, la Varese, anche forzando le caldaie si sarebbe potuta infine accodare alla formazione solo una ventina di minuti dopo l'inizio del combattimento. Nel frattempo, la Re di Portogallo e la Castelfidardo vennero rimorchiate lontano dalla flotta per riparare le proprie avarie, dopo di che poterono unirsi alle altre corazzate.
Verso le 9:30, quando il fumo della flotta austriaca fu in vista, la Varese stava lentamente avvicinandosi al resto della squadra, mentre la Re di Portogallo e la Castelfidardo, riparate le avarie, avevano assunto la loro posizione nella formazione. La flotta italiana diresse quindi a bassa velocità verso quella di Tegetthoff: Persano, approfittando del vantaggio dato dalle proprie artiglierie, intendeva tagliare la T alle navi austriache. In teoria alle corazzate sarebbero dovute seguire le unità in legno di Albini, il quale, tuttavia, oltre a perdere tempo nel recupero delle lance usate per lo sbarco, fece procedere le proprie navi a bassa velocità, tanto da accrescere le distanze dal resto della flotta.
Sia Persano che Tegetthoff si rifacevano, in alcune scelte nella disposizione delle rispettive formazioni, ai suggerimenti del contrammiraglio francese Louis Éduard Bouët-Willaumez, autore del testo Tactiques supplémentaire à l'usage d'une flotte cuirassée, pubblicato nel 1864.

## Svolgimento della battaglia

### 10:00 del mattino, iniziano i combattimenti

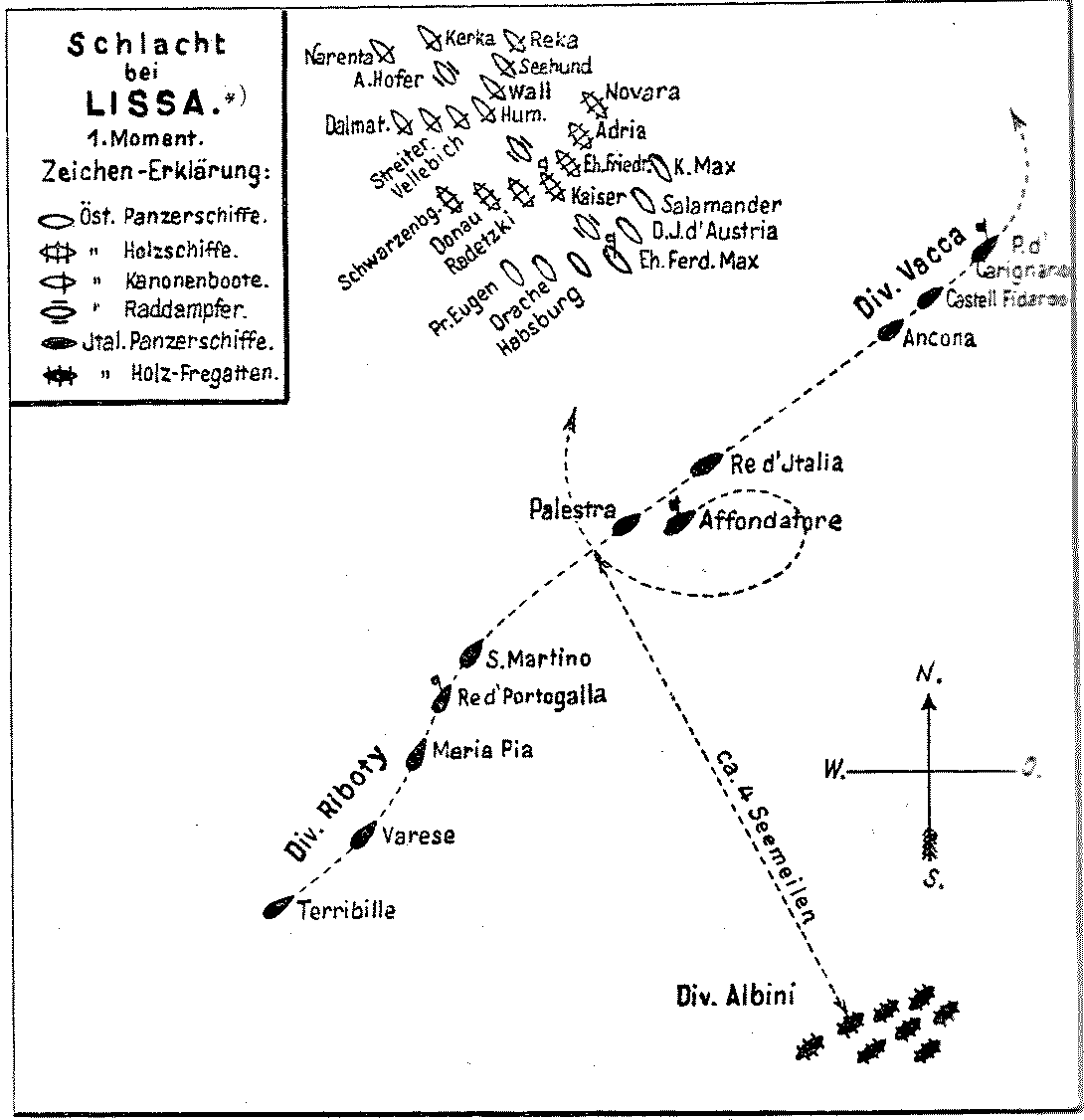
Prime fasi della battaglia.

In totale gli italiani disponevano di 8 corazzate nella linea di battaglia, più la Varese in arrivo. Le navi di legno, riunite nella 2ª Squadra, erano molto arretrate rispetto alle corazzate. Le tre formazioni che componevano la linea delle corazzate procedevano però a velocità differenti: la 3ª Squadra avanzava infatti ad 11 nodi, la II Divisione non poteva superare i 9 nodi per via della lentezza della Palestro (il cui comandante, capitano di fregata Alfredo Cappellini, aveva ammassato una scorta supplementare di carbone in coperta) e la III Divisione procedeva ad otto nodi, a causa delle avarie che affliggevano la Re di Portogallo. L'Affondatore si trovava sul fianco estremo della II Divisione, fuori dalla linea di combattimento: è possibile che Persano intendesse mantenerlo di rinforzo.
Prima della battaglia, alle dieci del mattino, Persano aumentò la confusione decidendo di trasferirsi, insieme a D'Amico e ai suoi due aiutanti di bandiera, sull'Affondatore. Causa l'inesperienza dell'equipaggio di quest'ultimo, e la sua scarsa manovrabilità, nell'operazione si persero dieci minuti, aprendo un varco nello schieramento tra la Re d'Italia, prima nave del secondo gruppo, e l'Ancona, ultima del primo gruppo, varco del quale Tegetthoff approfittò poi per «tagliare la T» alla formazione avversaria. All'apertura di tale varco, lungo oltre 1 500 metri (la distanza regolamentare era invece 400 metri), contribuì anche il fatto che il contrammiraglio Vacca, non tenendo conto della lentezza delle altre unità, continuò a procedere ad undici nodi. Tra l'altro, nella fretta del momento, né l'Affondatore né la Re d'Italia provvidero a recuperare la lancia usata per il trasbordo e i suoi occupanti, che vennero raggiunti dalla pirocorvetta Governolo solo diverse ore più tardi, a battaglia finita. Un altro problema era che, in condizioni di scarsa visibilità, l'insegna di ammiraglio comandante in capo (peraltro non particolarmente riconoscibile, essendo costituita dal tricolore italiano con l'aggiunta di sfere bianche nel campo verde) sulle alberature dell'Affondatore, che erano più basse di quelle della Re d'Italia (ma anche più libere da vele, cordami e manovre) non era molto visibile: è però da mettere in evidenza che gran parte dei comandanti, e soprattutto i diretti sottoposti di Persano, Vacca e Albini, si accorsero del trasbordo, ma preferirono ignorarlo e fingere di non averlo notato, per non dover seguire gli ordini del comandante. Altri comandanti, non accorgendosi del trasbordo (non segnalato da Persano), continuarono a guardare alla Re d'Italia per ricevere ordini invece che all'Affondatore.
Tegetthoff, vedendo aprirsi il varco tra la 3ª Squadra e la II Divisione italiane, decise di emulare la tattica di Horatio Nelson nella battaglia di Trafalgar e ordinò alle corazzate di assumere una formazione di linea, forzando il varco per concentrarsi nel colpire d'infilata gli italiani. In tal modo Tegetthoff procedette al "taglio del T" della flotta italiana. Dopo le dieci frattanto, Persano, avvistate le navi austriache, ordinò di virare verso ovest, e successivamente, vedendo le unità di Tegetthoff dirigere su Porto San Giorgio, ordinò di virare a nord-est. Alle 10:43 del mattino le navi austriache ridussero le distanze dall'avanguardia italiana.
La Principe di Carignano, alle 10:45, fu la nave che sparò il primo colpo della battaglia di Lissa: tra le 10:43 e le 11:00 le tre navi di Vacca doppiarono la direttrice di marcia e iniziarono a sparare né la 2ª né la 3ª Divisione italiane si unirono al fuoco, dato che Persano stava trasferendo il suo comando e non venne nessun ordine generale di fuoco contro la prima formazione di Tegetthoff (sette unità corazzate), cessando però quasi subito perché troppo lontane (la distanza è variamente indicata tra i 900 e i 1 500 metri): le navi austriache risposero solo con i cannoni in caccia. Gli austriaci attraversarono la zona più pericolosa subendo alcuni gravi danni: la Drache, sull'estremità destra dell'ala della 1ª Divisione austriaca, venne colpita 17 volte da proiettili pesanti, perse l'albero maestro e rimase temporaneamente priva di propulsione. Un proiettile della Principe di Carignano decapitò il comandante della Drache, capitano di vascello Heinrich Freiherr von Moll, ma il comandante in seconda, Weyprecht, riportò la nave in combattimento. Mentre le pirofregate corazzate austriache Kaiser Max, Salamander e Habsburg aprivano a loro volta il fuoco come reazione, senza comunque ottenere risultati, la 3ª Squadra iniziò un'ampia virata verso sinistra. Questa manovra (che, per come era intesa da Vacca, avrebbe dovuto anche portare le sue navi ad aggirare la formazione nemica e attaccare alle spalle le navi in legno austriache) portò in sostanza le navi della 3ª Squadra ad essere tagliate fuori dal combattimento, mentre le 7 corazzate austriache si scontrarono con le 4 italiane della II Divisione, che si vennero così a trovare in inferiorità numerica.
Mentre l'ala sinistra austriaca, composta dalla Habsburg, Salamander e Kaiser Max, ingaggiava brevemente la 3ª Squadra italiana, l'ala destra, formata da Juan de Austria, Drache e Prinz Eugen, ingaggiò la II Divisione italiana, che, su ordine di Persano, aveva frattanto aperto il fuoco.
Approfittando della confusione che regnava nel gruppo italiano, von Petz, al comando del Kaiser, puntò con la sua 2ª Divisione sulla retroguardia italiana. Per bloccarlo Riboty fece accostare le sue navi a sinistra staccandosi dal gruppo centrale. Le navi in legno della 2ª divisione austriaca, prive di corazzatura, affrontarono quindi le moderne corazzate italiane armate di cannoni pesanti, ma nonostante le perdite subite mantennero la formazione. La fregata ad elica Novara venne colpita 47 volte e il suo capitano, von Klint, rimase ucciso. La Erzherzog Friedrich fu colpita da un proiettile della Re di Portogallo sotto la linea di galleggiamento imbarcando una notevole quantità d'acqua, ma riuscì a restare a galla, mentre la Schwarzenburg venne disabilitata dal pesante fuoco italiano e andò alla deriva.
In conseguenza di queste manovre non organizzate, il gruppo delle tre navi centrali della prima squadra italiana (Re d'Italia, Palestro e San Martino) rimase isolato dal resto della flotta. Tegetthoff ordinò quindi alle sue corazzate di concentrare l'attacco su di esse. Da questo momento la battaglia si frammentò in una serie di confusi scontri secondari, in cui le unità italiane si ritrovarono in condizioni d'inferiorità numerica.

### Il momento decisivo - gli speronamenti
Tegetthoff lanciò le sue 7 corazzate contro le navi della II Divisione (con l'Affondatore defilato sulla sinistra), con l'intento di speronarle, ma le unità italiane accostarono di 90° e defilarono di controbordo, evitando così la collisione. Le navi austriache invertirono la rotta e ritentarono lo speronamento, di nuovo con esito negativo per via della contromanovra italiana. Contemporaneamente a ciò, le navi di von Petz poggiarono a dritta, continuando il fuoco contro le unità italiane e tentando di prendere contatto con la 2ª Squadra di Albini, che tuttavia restava a grande distanza, disinteressandosi del combattimento. La Principe di Carignano e la Castelfidardo ebbero un intenso scambio di colpi con le pirofregate in legno Donau, Radetzky e Schwarzenberg, che le navi di Vacca avevano attaccato e che risposero con tiro concentrato sulle due unità italiane.
Persano si gettò nella battaglia, decidendo di speronare la nave ad elica non corazzata Kaiser, piuttosto che una delle navi corazzate ingaggiate dalla 2ª Divisione italiana e molto più vicine a lui. La Kaiser riuscì però a evitare la manovra nemica pur subendo gravi danni in conseguenza del tiro dell'Affondatore essendo l'unità italiana una nave poco manovriera. La visibilità andò sempre più deteriorandosi per via sia del tempo in peggioramento, sia del fumo originato dagli apparati motori delle navi e dalle salve d'artiglieria.

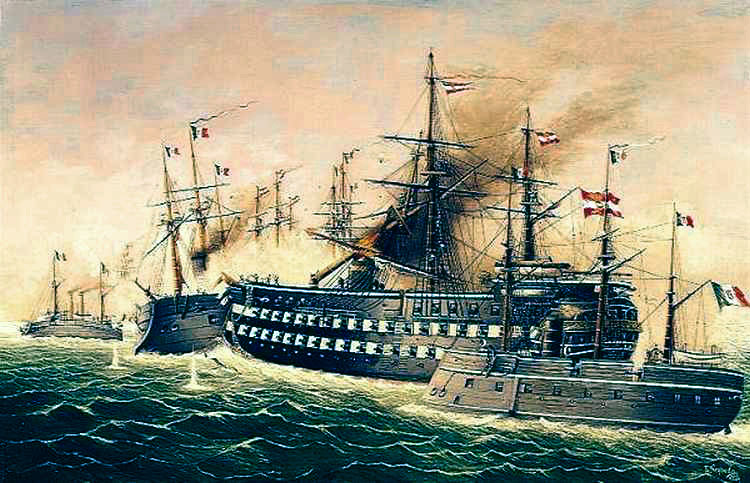
La Kaiser sperona la Re di Portogallo

Nel frattempo anche la III Divisione di Riboty si ritrovò nel vivo dello scontro. Prendendo esempio dal suo ammiraglio, il comandante della Re di Portogallo tentò a sua volta di speronare la Kaiser, mantenendo durante il tentativo un fuoco costante con i suoi cannoni a canna rigata. All'ultimo momento Petz capovolse la situazione e virò per eseguire un contro-speronamento. Le due navi si strisciarono lungo la murata di sinistra, ma l'impatto spezzò la prua e l'albero di bompresso della Kaiser, lasciando la sua polena (una statua lignea che riproduceva il Kaiser Francesco Giuseppe) conficcata nel Re di Portogallo. La Re di Portogallo sfruttò quest'opportunità per colpire d'infilata la Kaiser con i cannoni, eseguendo una bordata con un pezzo da 250 mm e tredici da 160, che abbatté l'albero maestro e il fumaiolo della nave avversaria, provocando numerosi morti e feriti nonché un incendio a bordo. Il fumo fu così denso che, arretrando per un altro tentativo di speronamento, i due contendenti si persero di vista a vicenda e il duello terminò così.
L'Affondatore avvistò nuovamente la Kaiser, che stava ritirandosi a bassa velocità (il tiraggio era diminuito a causa della perdita del fumaiolo) assistito dalla pirocorvetta Erzherzog Friedrich, e manovrò per speronarlo e affondarlo, ma a quel punto si misero in evidenza tutti i difetti del posto di comando corazzato: l'ammiraglio Persano, che guardava dalla feritoia centrale prodiera, ordinò «alla via» per speronare la Kaiser, ma il capo di stato maggiore D'Amico, che osservava dalla feritoia a destra di quella di Persano, vide l'Erzherzog Friedrich e, scambiandola per una corazzata che stava per speronare l'Affondatore, ordinò «barra tutta a dritta», mentre il comandante Martini, che si trovava alla feritoia a sinistra dell'ammiraglio, ordinò «barra tutta a sinistra»: il timoniere, non sapendo a chi dare retta, tenne la barra in mezzo facendo accostare in fuori l'Affondatore, che non poté così eseguire lo speronamento, pur avendo ormai serrato le distanze ad appena duecento metri (a bordo della Kaiser i fanti di marina si disposero lungo la murata pronti a lanciare nel fumaiolo dell'Affondatore, non appena fosse giunto a tiro, dei sacchetti di polvere da sparo).
La Palestro, a causa della sua bassa velocità, rimase presto separata dalle altre unità italiane; mentre tentava di ricongiungersi con la Re d'Italia, la cannoniera fu assalita da cinque navi nemiche (quattro corazzate e la fregata in legno Novara). La Erzherzog Ferdinand Max tentò di speronare la Palestro, ma la contromanovra di quest'ultima ridusse la collisione ad un impatto di scarsa violenza, nel quale la nave italiana subì l'abbattimento dell'alberetto di mezzana e la conseguente cattura, vanamente ostacolata dai fucilieri della Palestro, di una delle bandiere di combattimento dell'unità, precipitata sulla prua dell'unità nemica insieme ai resti dell'alberetto.

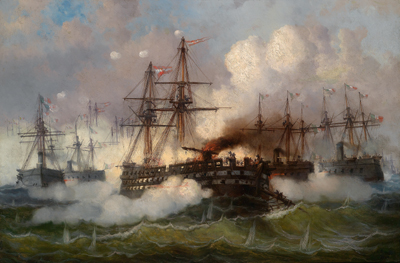
Olio su tela di Josef Carl Berthold Püttner, quadro appartenente all'ammiraglio Hermann von Spaun.

La Re d'Italia, nel frattempo, si ritrovò pressoché circondata dalle pirofregate corazzate austroungariche Drache, Don Juan de Austria, Salamander e Kaiser Max, l'ultima delle quali cercò di speronare la nave italiana che tuttavia riuscì a scampare la collisione. Mentre le due navi defilavano controbordo, entrambe si spararono reciprocamente una bordata, e una cannonata della Kaiser Max colpì lo scafo della Re d'Italia. L'evento decisivo avvenne poco dopo, mentre le due unità accostavano ad allargare: la nave austriaca, che aveva iniziato a prendere di mira soprattutto la poppa della Re d'Italia, esplose due bordate, la prima delle quali causò un incendio negli alloggi dell'ammiraglio, mentre la seconda pose fuori uso il timone e ne troncò gli organi di collegamento con il ponte di comando, senza possibilità di rimedio.
Inizialmente non ci si rese conto dell'estrema gravità del danno, che si evidenziò poco dopo quando il comandante della nave, capitano di vascello Emilio Faà di Bruno, ferito ad una gamba, ordinò la messa del timone alla banda per allontanarsi: non riuscendo ad eseguire alcuna manovra, il comandante ordinò indietro tutta, con l'unico risultato, però, di eliminare la spinta fornita dall'abbrivio, immobilizzando del tutto la Re d'Italia. A quel punto sopraggiunse la Erzherzog Ferdinand Max: trovandosi di fronte l'unità italiana immobilizzata, il comandante Maximilian Daublebsky von Sterneck, arrampicatosi sulle paratie per avere una migliore visuale, ordinò al timoniere Vincenzo Vianello di Pellestrina, successivamente insignito per il suo comportamento nella battaglia dalla Tapferkeitsmedaille in Gold (Medaglia al coraggio in oro), di manovrare a tutta velocità (11,5 nodi) per speronarla. Lo sperone della Ferdinand Max sfondò lo scafo senza adeguata protezione della Re d'Italia (la corazzatura, che terminava poco al disotto della linea di galleggiamento, finiva più in alto del settore lesionato, dove non vi era che lo scafo in legno) aprendovi uno squarcio di 15 m² che risultò fatale: in non più di due o tre minuti la pirofregata italiana si appruò, sbandando fortemente dapprima sulla dritta (per il contraccolpo) e quindi sul lato sinistro (dove c'era la falla), si capovolse e s'inabissò alle 11:30, trascinando con sé la maggior parte dell'equipaggio. Sul ponte di coperta molti uomini dell'equipaggio, tra i quali anche l'onorevole Boggio, continuarono a fare fuoco con pistole e moschetti mentre la nave affondava, e fu tirata un'ultima bordata, che provocò vari danni, ancorché non molto gravi, alla Ferdinand Max.
Poco dopo sopraggiunse l'avviso austriaco Kaiserin Elizabeth, che iniziò il recupero dei superstiti della Re d'Italia, ma fu oggetto delle bordate della San Martino e della Palestro, interrompendo la propria opera di soccorso dopo essere stato colpito quattro volte. Dell'equipaggio della Re d'Italia morirono 27 ufficiali e 364 tra sottufficiali e marinai, mentre i sopravvissuti furono 167. Tra i morti vi furono il comandante Faà di Bruno, il deputato Boggio, il pittore Ippolito Caffi e il capo del servizio sanitario dell'armata navale Luigi Verde.
Dopo aver eluso un altro tentativo di speronamento da parte della Ferdinand Max, la Palestro fu seriamente danneggiata dal tiro dei cannoni della Novara e quindi circondata da 3 unità corazzate, tra cui la Drache. La cannoniera italiana uscì malconcia dallo scontro con l'unità nemica, molto meglio armata (14 cannoni su ciascun lato, contro due soli della Palestro): la corazzatura non venne particolarmente danneggiata, ma subirono pesanti danni tutte le zone non adeguatamente protette e in particolare la poppa, ove erano state ammassate una ventina di tonnellate di carbone onde aumentare la riserva di carburante, e si sviluppò un principio d'incendio. L'equipaggio, resosi tardivamente conto del pericolo, allagò il deposito munizioni poppiero, minacciato dalle fiamme (manovra resa lenta per la poca efficacia delle apposite valvole e vanificata dal fatto che la polvere da sparo fosse conservata in barili impermeabili; non è nemmeno certo, peraltro, che l'ordine di allagamento dato da Cappellini sia stato effettivamente eseguito), mentre da bordo della Novara venivano lanciate sulla coperta della Palestro bombe a mano e materiale incendiario onde aggravare la situazione. La Palestro, incendiata e non più in condizione di combattere, cercò di allontanarsi inseguita dalla Drache, ma l'unità austriaca fu fermata dall'Affondatore, che s'interpose tra le due navi e manovrò per speronare la Drache, obbligandola a rinunciare all'inseguimento. Dopo questo scontro la cannoniera italiana riuscì a spezzare l'accerchiamento e rimase da sola, vagando in fiamme tra le due flotte, con l'equipaggio impegnato nel tentativo di domare l'incendio.
Nel frattempo il comandante dell'Ancona, capitano di vascello Piola-Caselli, aveva deciso di impegnare le unità nemiche, pertanto, abbandonato il gruppo Vacca, portò la sua nave nel pieno della battaglia, cercando di portare soccorso alla Re d'Italia: avvistata la pirofregata corazzata austriaca Erzherzog Ferdinand Max, nave ammiraglia di Tegetthoff, che aveva appena speronato e affondato la Re d'Italia, Piola-Caselli tentò a sua volta di speronare l'unità nemica, senza riuscirci, poi aprì il fuoco esplodendo una bordata a bruciapelo che tuttavia non ebbe alcun effetto perché il capo cannoniere, troppo eccitato, aveva dato l'ordine di fare fuoco anzitempo e i cannonieri caricarono i cannoni con la polvere e tirarono senza aver inserito i proiettili in canna (lo stesso risultato, in sostanza, di un tiro a salve). L'Ancona diresse quindi per raggiungere la Re di Portogallo e arrivò sul posto contemporaneamente alla Varese: solo a quel punto, infatti, la cannoniera era riuscita a raggiungere il resto delle corazzate. A causa del fumo che avviluppava la zona del combattimento, le due unità italiane entrarono in collisione, anche se lo scontro non produsse danni gravi.

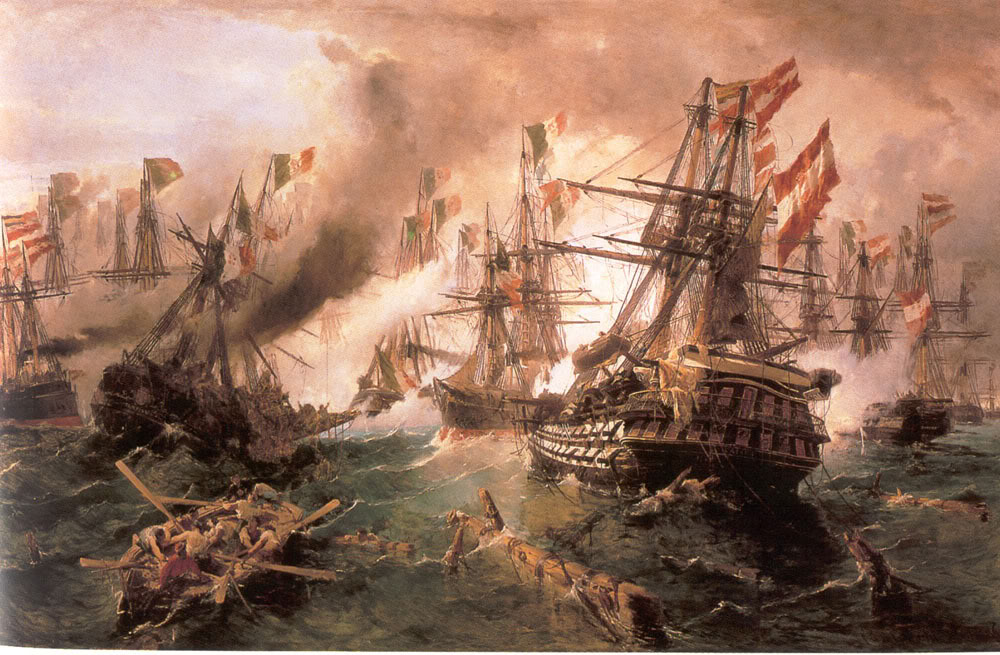
La battaglia di Lissa dipinta da Konstantinos Volanakis nel 1867, olio su tela cm 283 x 169, Museo di belle arti, Budapest.

La San Martino, unica unità rimasta della II Divisione, fu raggiunta dalla Regina Maria Pia e dalla Re di Portogallo, ma le tre navi vennero poi assalite e circondate da un preponderante numero di unità nemiche. Pur a prezzo di gravi danni, il comandante Roberti della San Martino riuscì, con un'abile manovra, a sottrarre la propria nave all'accerchiamento e a condurla in salvo. Anche la Re di Portogallo venne circondata da quattro navi (due unità corazzate e due fregate in legno), ma Riboty riuscì abilmente, come ammesso dagli stessi avversari, a uscirne pur riportando seri danni nel duro combattimento. La Regina Maria Pia si ritrovò circondata da tre pirocorvette corazzate nemiche, la Salamander, la Prinz Eugen e la Don Juan de Austria: per liberarsi dall'accerchiamento, il comandante Del Carretto simulò un tentativo di speronamento nei confronti della Prinz Eugen, che dovette contromanovrare, dopo di che si infilò nel varco così apertosi, riuscendo ad allontanarsi. Mentre la Regina Maria Pia e la Prinz Eugen defilavano controbordo, bersagliandosi reciprocamente con il tiro dei cannoni e dei moschetti, il comandante Del Carretto e il comandante della Prinz Eugen, capitano di vascello Alfred Barry, si salutarono con reciproca levata di cappello.
Verso mezzogiorno la maggior parte delle corazzate italiane (Re di Portogallo, Regina Maria Pia, San Martino, Varese, Ancona), rotto l'accerchiamento, riuscì a radunarsi, venendo raggiunta alle spalle dalla 3ª Squadra di Vacca, il quale assunse temporaneamente il comando. Anche la Terribile, dopo essersi unita alla 2ª Squadra, si trovava nelle vicinanze.
Su iniziativa dei loro comandanti la Principe Umberto e la Governolo avevano lasciato il loro posto nella 2ª Squadra per accorrere in aiuto delle corazzate: la Principe Umberto, giunta a circa 800 metri di distanza dalle navi avversarie, aprì il fuoco, ma venne attaccata dalle pirocorvette corazzate austriache Prinz Eugen e Salamander, rischiando di avere la peggio: le due unità nemiche cercarono di manovrare per isolare la pirofregata, che riportò danni alle alberature e venne salvata dall'intervento della pirofregata corazzata Regina Maria Pia, che manovrò per speronare le due unità nemiche. Anche la Governolo, a sua volta attaccata da Prinz Eugen e Salamander, fu salvata dalla Regina Maria Pia; fallito così il tentativo di accorrere in aiuto delle navi di Persano, le due pirofregate vennero quindi richiamate dall'ammiraglio Albini, che evidenziò l'ordine con una cannonata. La Regina Maria Pia, dopo aver aperto il fuoco di fucileria contro la Prinz Eugen e la Salamander, infine si diresse per aggregarsi alla III Squadra, finendo però con l'essere accidentalmente speronata dalla San Martino, pur non riportando danni gravi.

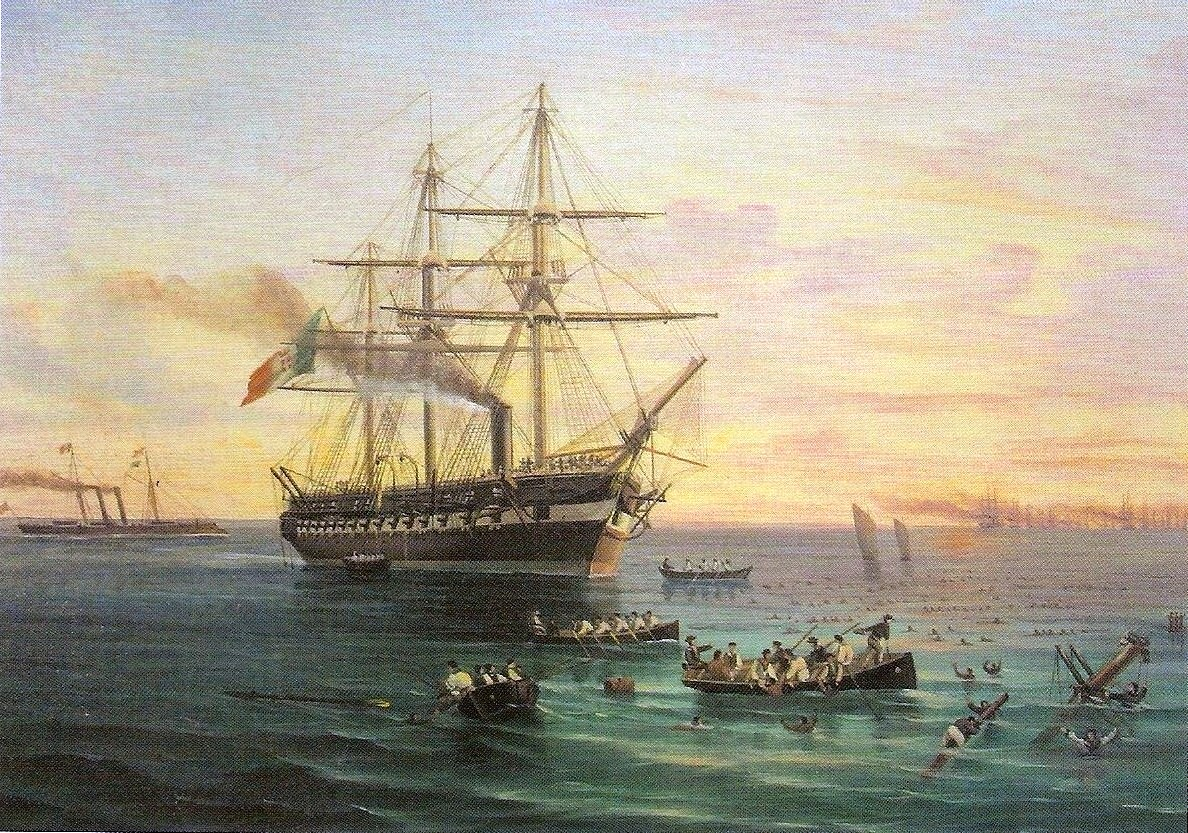
La pirofregata Principe Umberto soccorre i naufraghi della Re d'Italia, in un dipinto del pittore Tommaso De Simone. In secondo piano è visibile l'Affondatore.

Durante la manovra di ricongiungimento con la II Squadra, la Principe Umberto capitò nel punto in cui era affondata la Re d'Italia, procedendo così al recupero di 116 dei 167 sopravvissuti all'affondamento. Ai soccorsi partecipò anche il Messaggiere.
Alle 12:10 Tegetthoff segnalò alle altre navi di riunirsi e la flotta austriaca, soddisfatta per la vittoria riportata, fece rotta su Porto San Giorgio dopo essere stata suddivisa in due file, per altre fonti in tre (quella esterna, e più vicina alla flotta italiana, composta dalle corazzate), in modo da coprire il Kaiser, che, dopo lo scontro con la Re di Portogallo, essendosi liberato della Regina Maria Pia, stava lentamente rientrando in porto con l'assistenza della Reka. La 2ª Squadra a questo punto si venne a trovare in una posizione favorevole per intervenire, potendo sia intercettare il Kaiser, sia impegnare le navi di Tegethoff, trattenendole in modo da permettere alle corazzate italiane, più lente, di raggiungerle: Albini, tuttavia, rimase ancora inattivo, così come tutte le sue navi, eccetto il citato tentativo di Principe Umberto e Governolo.
Le uniche corazzate non aggregate al gruppo di Vacca erano la Palestro e l'Affondatore. La prima, in fiamme, tentò di ripiegare, ma fu inseguita dalla Drache: l'intervento dell'Affondatore, che s'interpose tra le due navi e manovrò per speronare la Drache, obbligò quest'ultima a rinunciare all'inseguimento. L'Affondatore affiancò poi temporaneamente la Palestro, poi si allontanò mentre altre due unità italiane, la Governolo e il trasporto a ruote Indipendenza, si avvicinarono alla cannoniera per fornirle assistenza e eventualmente recuperare l'equipaggio, se si fosse reso necessario l'abbandono della nave. Intorno alle 13:00 la pirofregata corazzata austriaca Kaiser Max, su ordine di Tegetthoff, tentò di attaccare la Palestro e le due unità soccorritrici, ma un nuovo intervento dell'Affondatore salvò le tre unità dall'attacco austriaco.
Il contrammiraglio Vacca, nel frattempo, fece disporre le corazzate in linea di fila e diresse a bassa velocità verso la flotta nemica. Ad un certo punto, tuttavia, la Principe di Carignano invertì la rotta e iniziò ad allontanarsi dal campo di battaglia, imitata da tutte le altre navi. Sopraggiunse quindi l'Affondatore, con a bordo l'ammiraglio Persano, che diresse verso la flotta austriaca e ordinò a Vacca e alle altre corazzate di attaccare, sottolineando che «ogni bastimento che non combatte non è al suo posto»: tuttavia solo la Re di Portogallo eseguì tale ordine, rientrando però nei ranghi quando il comandante Riboty, vedendo che era l'unico ad eseguire tale manovra (Vacca, infatti, non fece nessuna comunicazione, né di conferma né di smentita), ritenne di essere in errore. Solo l'Affondatore, procedendo verso la flotta austriaca, sparò inutilmente un singolo colpo da eccessiva distanza, per poi rinunciare al contrattacco.
Prima delle 14:00 il Kaiser fece il suo ingresso a Porto San Giorgio, seguito, nel giro di un'ora, dal resto della flotta, per ultima la Erzherzog Ferdinand Max. Secondo alcune tradizioni quando il comandante von Tegetthoff annunciò la vittoria agli equipaggi, questi avrebbero risposto lanciando in aria i berretti al grido: Viva San Marco!, manifestando l'attaccamento ancora presente nei molti marinai istriani e dalmati della flotta austriaca al ricordo della Repubblica di Venezia. Si tratta sicuramente di una leggenda,la marina Austriaca dopo il 1848 era stata impegnata a reprimere duramente al suo interno ogni traccia di patriottismo veneziano(cambiando significativamente nome e base principale), la Repubblica di San Marco di Manin era stata una dei suoi principali nemici, e usare espressioni come "Viva San Marco!" poteva comportare accuse di tradimento e insubordinazione. Con pene molto gravi. Soprattutto in un contesto di guerra contro l'Italia, che, invece, si considerava l'erede di quell'esperienza (e aveva nella propria flotta diversi reduci della repubblica veneziana del '48). La marina Austriaca cercava di essere, di nome e di fatto, asburgica, aveva rimpiazzato l'italiano con il tedesco come lingua di comando; malgrado la forte multinazionalità dell'impero aveva nell'Italia il principale nemico e da 30 anni andava svincolandosi dalla tradizione veneziana per darsene una propria.
Persano ordinò al comandante Cappellini della Palestro di abbandonare la nave, ormai completamente in fiamme, ma questi, ancora fiducioso nelle possibilità di salvataggio della sua unità, volle restare a bordo insieme all'equipaggio, limitandosi a trasbordare i feriti sulla Governolo e tentando di farsi rimorchiare da quest'ultima, manovra che, con la messa della prua al vento, avrebbe anche favorito la circoscrizione dell'incendio. Il primo tentativo di rimorchio, tuttavia, fallì perché i cavi si spezzarono non appena il Governolo ebbe messo in moto. Mentre venivano predisposti nuovi cavi le fiamme alimentate da una corrente d'aria prodotta da una manica a vento divelta da una cannonata raggiunsero il deposito munizioni: subito dopo che Cappellini, spinto dai propri ufficiali, si decise ad ordinare di abbandonare la nave, la Palestro saltò in aria poco prima delle 14:30 o alle 14:45. Nell'esplosione e nell'affondamento morirono il comandante Cappellini, 19 ufficiali e 193 tra sottufficiali e marinai, mentre solo 23 uomini (il tenente di vascello Fabrizio Fabrizi, unico ufficiale superstite, due timonieri, il cuoco ufficiali e 19 marinai che si trovavano a prua intenti a preparare i cavi di rimorchio) poterono essere tratti in salvo. A recuperare i naufraghi furono la Governolo, la Guiscardo e la Washington.Il relitto della Palestro è oggi un silenzioso monumento alla battaglia, ancora molto ben leggibile.
La flotta italiana rimase ad incrociare sul posto sino a sera (Persano inizialmente aveva pensato di riunire la flotta e tornare all'attacco), provvedendo al salvataggio dei naufraghi, dopo di che, alle 22:30 Persano, valutata la situazione (gli equipaggi erano stanchi e demoralizzati, diverse navi avevano subito gravi danni o quasi esaurito le scorte di munizioni, ad esempio, la Principe di Carignano aveva consumato tutta la scorta di proiettili da 200 mm e carbone – ordinò infine di rientrare ad Ancona. Le caldaie della Varese andarono in avaria, obbligandola ad essere presa a rimorchio: lasciata indietro dal resto della squadra, la nave rientrò scortata dalla pirofregata a ruote Governolo. Le cannoniere della flottiglia Sandri rimasero immobilizzate per l'esaurimento del carbone, dovendo essere rimorchiate in porto da altre unità (la Guiscardo rimorchiò a Manfredonia la Montebello e il Giglio, mentre la Washington rimorchiò in quello stesso porto la Confienza).

### Efficacia dell'uso delle artiglierie
In totale furono sparati 4 456 colpi dalla flotta austriaca (non è noto il numero dei colpi che andarono a segno), mentre la flotta italiana sparò solo 1 452 colpi, 412 dei quali andarono a segno. Le navi corazzate austriache furono danneggiate praticamente solo dai cannoni Armstrong da 150 e 300 lb, mentre i cannoni da 80 lb non riuscirono a perforare le corazze delle navi austriache, sebbene siano andati a segno molti colpi. Le navi italiane furono danneggiate dalle artiglierie soprattutto nelle parti non corazzate, come la Re di Portogallo che ebbe grossi danni a prua, in coperta e sulla murata. Molto efficace fu il tiro convergente della artiglierie austriache che, concentrando il fuoco su un unico punto, permise il danneggiamento del timone della Re d'Italia. Le granate austriache provocarono un certo numero di incendi sulle navi italiane, particolarmente disastroso fu quello della Palestro, che, colpita d'infilata da una fregata austriaca, vide incendiarsi il carbone incautamente ammassato nel quadrato ufficiali. I danni da granate sulle navi austriache si limitarono ad un incendio sulla fregata in legno Adria.

## Conseguenze
L'incontro della Kaiser con l'Affondatore fu l'ultima azione importante della battaglia. Con due navi corazzate affondate, gli italiani si ritirarono, sebbene rimanessero attivi ancora scambi di artiglieria a lunga distanza per alcune ore. Una volta riparato in porto, l'Affondatore venne colpito dal fortunale che si abbatté su Ancona il 6 agosto 1866, a causa del quale iniziò ad imbarcare acqua per poi adagiarsi sul fondale. Venne poi recuperato e rimase in servizio fino al 1907. Inspiegabilmente Persano ritornò ad Ancona annunciando una grande vittoria e favorendo inizialmente molti festeggiamenti fino a quando i risultati reali della battaglia non vennero pubblicati: la flotta austriaca lamentava 38 morti, 138 feriti e nessuna unità persa in combattimento, mentre quella italiana sopportava il pesante bilancio di 620 morti, 161 feriti e l'affondamento di due unità corazzate, la Re d'Italia e la Palestro. La sconfitta di Lissa, dopo quella di Custoza, provocò una nuova ondata d'indignazione popolare poi acuitasi dalle condizioni della cessione del Veneto.

La flotta italiana ad Ancona dopo la battaglia. Tra le altre navi, è possibile riconoscere la pirocorvetta a ruote Governolo, al centro dell'immagine, e, in alto a destra, l'Affondatore.

Depretis decise pertanto di sottoporre al giudizio del tribunale di guerra i comandanti che non avessero adempito al loro dovere. Persano e Albini furono sbarcati, l'Armata d'Operazioni fu sciolta e le corazzate ancora in efficienza vennero raggruppate in una Squadra d'Operazioni posta al comando di Vacca, che stazionò inattiva ad Ancona, mentre le unità in legno furono rimandate a Taranto sotto il comando di Riboty.
Anche se la sconfitta italiana venne messa in ombra dalla schiacciante vittoria prussiana sull'esercito austriaco nella battaglia di Sadowa, la duplice sconfitta di Custoza e Lissa ebbe diverse conseguenze politiche e diplomatiche. Tra tutti i territori che erano gli obiettivi della guerra l'Italia riuscì ad ottenere solo il Veneto. Inoltre anche in questo l'Italia dovette subire un'umiliazione cocente: l'Austria, umiliata dalla Prussia, ma vincitrice sul campo su Regio Esercito e Regia Marina, in accordo segreto con la Francia di Napoleone III, accettò di cedere Venezia a quest'ultimo, al fine di organizzare un plebiscito riguardo al destino della regione. Per svariati motivi e per lo scarso interesse francese a far sì che il voto avvenisse senza pressioni italiane, la Francia a sua volta la cedette all'Italia. A livello militare ci fu il fallimento globale dello sforzo di guerra italiano, solo parzialmente risollevato dalla vittoria del Corpo Volontari Italiani di Garibaldi nella marginale battaglia di Bezzecca e dalla tardiva avanzata di Cialdini verso Udine.
Nell'ottobre 1866 ebbe inizio il processo contro l'ammiraglio Persano da parte del Senato del Regno, riunito in Alta Corte di Giustizia (essendo anche senatore l'ammiraglio era sottratto alla giurisdizione militare). Interrotto dopo tre sedute dedicate unicamente a questioni burocratiche, il processo riprese nell'aprile 1867 con i capi d'accusa di alto tradimento, viltà di fronte al nemico, imperizia, negligenza e disobbedienza. Il 15 aprile 1867 Persano, giudicato colpevole di imperizia, negligenza e disobbedienza, venne privato del grado (e successivamente anche della pensione) e condannato al pagamento delle spese processuali. Nel luglio 1867 ebbe luogo l'unico altro processo legato a Lissa, contro il comandante Leopoldo De Cosa della nave Terribile, che, nonostante la sua inazione nella battaglia, fu assolto. Gli ammiragli Vacca e Albini non furono sottoposti a giudizio, ma le loro carriere terminarono subito dopo Lissa: il viceammiraglio Giovan Battista Albini fu posto a riposo d'ufficio nell'ottobre 1867, e il contrammiraglio Giovanni Vacca subì analoga sorte nel corso dello stesso anno, adducendo a motivo l'anzianità di servizio e ragioni di età.
Per atti di valore durante l'attacco a Lissa e la battaglia furono conferite cinque Medaglie d'oro al valor militare: alla memoria ai comandanti Faà di Bruno e Cappellini, scomparsi con le loro navi, al comandante Saint-Bon, per l'azione contro Porto San Giorgio, al marinaio cannoniere di 2ª classe Francesco Conteduca della Formidabile che, avendo avuta una mano gravemente lesionata da una cannonata durante la stessa azione, non volle che i suoi compagni lo medicassero per non distoglierli dal combattimento, e al marinaio Antonio Sogliuzzo dell'Ancona che, in seguito ad un colpo che centrò il suo cannone (sempre durante l'attacco a Porto San Giorgio), perse la mano destra ed ebbe quella sinistra gravemente lesionata, ma non volle lasciare il posto sino al termine dello scontro per non distogliere i compagni dal combattimento.
Al di là delle conseguenze immediate sulla guerra, Lissa avrebbe influenzato l'architettura navale per vari decenni, in quanto dopo la battaglia lo sperone, proficuamente utilizzato per necessità come arma di emergenza, divenne parte integrante dello scafo di tutte le nuove unità progettate fino alla prima guerra mondiale, anche quando l'evoluzione della tecnica artiglieresca rese praticamente impossibile il contatto fisico tra le navi; infatti i cannoni navali di calibro sempre maggiore e la loro sistemazione in torre con un alzo anche oltre i 20° ben presto permisero un tiro con gittate che arrivarono anche a 18 km, come per la classe britannica Queen Elizabeth. All'estremo, venne concepita un'apposita tipologia di nave, il cui primo esempio fu l'ariete blindato francese Taureau del 1863 progettato da Dupuy de Lôme, i cui cannoni erano intesi con "la sola funzione di preparare la via al rostro". Per contro, lo sperone non venne mai più usato in combattimento da alcuna unità contro un'altra nave, e l'unica unità che lo impiegò con successo contro un sommergibile fu la nave da battaglia HMS Dreadnought. D'altro canto per sfondare lo scafo resistente di un sommergibile non era necessario lo sperone, e varie navi mercantili, tra le quali la RMS Olympic, effettuarono affondamenti essendo dotate di prua verticale o a clipper; la Olympic dopo lo speronamento rientrò a Southampton con almeno due lastre della carena danneggiate e la prua leggermente piegata da un lato, ma non fessurata.

## La nazionalità dei marinai austriaci
Col passare degli anni la battaglia di Lissa è stata interpretata in modo molto difforme dalle varie storiografie nazionali. In particolare, in Croazia si ritiene che la grande maggioranza dei marinai della flotta austriaca fossero croati, di conseguenza l'episodio sarebbe da inquadrarsi in un più ampio contesto di ripetuti tentativi di espansione italiana verso territori etnicamente slavi.
Ad oggi non è ancora stata effettuata una specifica ricerca archivistica sulle specifiche nazionalità dei marinai imperiali, ma dalla lettura dei quotidiani austriaci del tempo si riescono a ricavare gli elenchi nominativi dei morti e dei feriti, che nei giorni immediatamente successivi alla battaglia vennero pubblicati su segnalazione dello stesso comando navale austroungarico. Risultano pertanto disponibili i nomi di 26 caduti su un totale di 38 e di 133 feriti su 138, che riguardavano principalmente la Kaiser a testimonianza del volume di fuoco che arrivò a segno su questo vascello a due ponti non corazzato.
A parere dello storico americano Lawrence Sondhaus, all'incirca la metà dei marinai di Tegetthoff era costituita da italiani di Trieste, Istria, Fiume e Dalmazia, i croati erano un terzo, alcune centinaia (per lo più macchinisti e cannonieri) erano austriaci o cechi, mentre circa seicento erano i veneziani.
Il mito italiano, invece, è che la marina austriaca fosse "veneta" o addirittura Veneziana, si usasse l'italiano (o il dialetto veneto) come lingua di comando, e si esultasse per la vittoria al grido di "Viva San Marco". Si tratta di un mito duro a morire. La marina austriaca al pricipio del XIX secolo era nata a Venezia, sulle ceneri della marina marciana, e di quella del regno napoleonico d'Italia. Molti dei suoi primi comandanti erano di origine veneziana o comunque italiana. E il suo collegio per i cadetti era stato istituito a Venezia ed era bilingue italiano-tedesco. Ma questo contesto era completamente mutato nei 20-30 anni precedenti alla battaglia. La marina Austriaca di inizio ottocento era, infatti, davvero veneziana nei modi, troppo per il governo austriaco. E infatti fu una fucina di repubblicani e di nazionalisti italiani, tra cui si distinsero da subito i fratelli Bandiera, figli dell'allora ammiraglio Francesco Bandiera, mazziniani fucilati già nel 1844. Dopo questo segnale di pericolo, nel 1848, la marina si ammutinò in massa, innalzando il tricolore o inneggiando alla Repubblica di San Marco. Se fino al 1848 gli austriaci avevano cercato di controllare l'elemento italiano all'interno della propria marina multinazionale, dopo lo contennero e lo guardarono con sopetto. Tutti i marinai e gli ufficiali che avevano aderito all'esperienza della repubblica di Manin furono cacciati. Epurando dal corpo ufficiali tutti quelli che non erano convenientemente austricanti (uno dei pochi italiani rimasti fu il giovane Rudolf Montecuccoli degli Enri), sostituendoli preferibilmente con austriaci, o con elementi internazionali di provata fedeltà alla dinastia e convinzioni politiche conservatrici (a Lissa un capitano di vascello austriaco era un britannico cattolico nato a Genova, Alfredo Barry, mentre un altro, Erik af Klint, era uno svedese, il tenente di vascello al comando del piroscafo a ruote ausiliario Triest era spagnolo). Alcuni ufficiali erano di origini etniche miste, come molti nell'area nord orientale dell'Adriatico, ad esempio Giovanni Luppis (con padre istriano italianofono e madre dalmata croatofona, ma parlante tedesco). Ma il grosso del corpo ufficiali fu germanizzato, e i relativamente pochi italiani rimasti (nessuno tra i capitani di vascello, tra quelli di fregata e corvetta Marco Florio e  Gglielmo Calafatti, tra gli alfieri di vascello con comando indipendente Gustavo Masotti), erano selezionati per fedeltà agli Asburgo, spesso provenivano da parti d'Italia che non erano state mai sottomesse alla repubblica di Venezia (Mantova, Modena, Trentino, Trieste), essere nostalgici della Repubblica di Venezia avrebbe comportato l'immediato sbarco e la messa fuori servizio.
Anche per limitare il peso dei marinai italiani nella marina le sedi furono spostate a Pola e a Trieste, città già all'epoca fortemente cosmopolite, mentre nel corpo dei sottufficiali e tra i marinai si diede maggior peso agli slavi e "schiavoni", che già, con i greci, costituivano una parte fondamentale delle ciurme veneziane (anche la Repubblica Veneziana era uno stato fortemente multietnico, come l'impero d'Austria). Girdare "Viva San Marco" su una nave austriaca avrebbe comportato severissime punizioni disciplinari, e l'accusa di tradimento, mentre, contrariamente ad un mito diffusissimo in Italia soprattutto dagli anni '30 del '900, gli ordini e i comandi erano dati tutti in tedesco, che era diventata l'unica lingua ufficiale della marina.

## La memoria della battaglia e i monumenti

Il monumento originario eretto a Lissa (oggi all'Accademia Navale di Livorno) nel corso delle celebrazioni del 1906.

L'eco della battaglia di Lissa fu molto ampia: mentre nei territori dell'Impero austroungarico si glorificò la grande vittoria, in Italia con l'andare del tempo si cercò di sminuirla, giungendo anche a trattare l'evento in modo sprezzante.
Un monumento alla memoria dei caduti di parte austriaca - opera dello scultore triestino Leone Battinelli - venne innalzato nel 1867 nel cimitero di Lissa, rappresentante, al di sopra di un alto basamento, un leone coricato morente - alludente a quello di San Marco - che stringe fra le grinfie una bandiera austriaca. Sui lati del basamento vennero scolpiti i nomi dei caduti.
Alla morte di Tegetthoff, monumenti in suo onore vennero innalzati a Vienna, Marburg (la sua città natale, oggi Maribor in Slovenia) e Pola, principale base navale militare dell'impero austroungarico. Ai reduci fu dato un appezzamento di terra in un piccolo villaggio sulle montagne della Transilvania, in una zona molto amata dall'Imperatrice Elisabetta di Baviera che porta ancora il nome di Lisa in rumeno e Lissa in tedesco nel distretto di Brașov.
Una leggenda attribuisce all'ammiraglio Tegetthoff la frase: «Navi di legno comandate da uomini con la testa di ferro hanno sconfitto navi di ferro comandate da uomini con la testa di legno», con la quale voleva attribuire la responsabilità della sconfitta agli inetti comandi italiani, in particolare a Carlo Pellion di Persano.
Nel corso della prima guerra mondiale la memoria di Lissa venne utilizzata fin dai primi giorni della belligeranza italiana: nel proclama che l'imperatore Francesco Giuseppe rivolse Ai miei popoli, si ammonì l'Italia con queste parole:
(Il Proclama ufficiale di Francesco Giuseppe, Imperatore d'Austria-Ungheria)
Nel contempo, in Italia vennero utilizzati per la stampa di cartoline propagandistiche i versi dannunziani della Canzone d'Oltremare (composti a cavallo della fine dell'XIX secolo) «Emerge dalle sacre acque di Lissa - un capo e dalla bocca esangue scaglia - "Ricordati! Ricordati!" e s'abissa». Lo stesso poeta arrivò a definire più volte la vittoria austriaca del 1866 come «gloriuzza di Lissa».
Al termine delle ostilità, le truppe italiane presero possesso delle terre della Dalmazia promesse col Patto di Londra, fra le quali anche l'isola di Lissa. Il monumento ai caduti della battaglia venne allora modificato con l'aggiunta di due placche: "Italia vincitrice" e "Novembre 1918". Quando la gran parte della regione venne annessa al nuovo Regno dei Serbi, Croati e Sloveni, il monumento venne smontato e trasferito a Livorno, presso l'Accademia Navale. Essendo l'Istria stata assegnata all'Italia dopo la guerra, anche il monumento a Tegetthoff a Pola fu smontato e nel 1935 lo si spedì a Graz, ove venne nuovamente innalzato. Il monumento di Marburg/Maribor venne distrutto dagli sloveni nel 1921, nell'ambito di una serie di misure tese a slovenizzare la città e a eliminare la memoria dell'etnia tedesca ivi residente.
A Lissa nel secondo dopoguerra le autorità iugoslave eressero una copia in scala ridotta del monumento originario. Poi nel 1996 nella nuova Croazia indipendente nel 130º anniversario della battaglia nel quale ha preso piede l'idea che la battaglia di Lissa contrappose la flotta italiana a quella austriaca formata in grande maggioranza da marinai croati, partì una campagna di stampa per richiedere ufficialmente la restituzione del leone trasportato a Livorno. Venne successivamente innalzato un nuovo monumento, copia esatta dell'originale: ai lati del basamento fu inserita un'iscrizione in tedesco e in croato per invocare la pace nell'Adriatico, ma nel contempo dall'elenco dei caduti scolpiti nell'epigrafe vennero espunti tutti i marinai con cognome italiano.

## Filmografia
- I Leoni di Lissa (2019), documentario italiano diretto da Nicolò Bongiorno.